# Самоа
Само́а (самоан. Sāmoa, англ. Samoa [səˈmoʊə]), официальное название — Незави́симое госуда́рство Само́а (самоан. Malo Sa’oloto Tuto’atasi o Samoa, англ. Independent State of Samoa), также иногда За́падное Само́а — островное государство в южной части Тихого океана, занимающее западную часть одноимённого архипелага. Предыдущие названия — Германское Самоа (1900—1914) и Западное Самоа (1914—1997). Государство было принято в Организацию Объединённых Наций 15 декабря 1976 года, с 1970 года — член Содружества Наций.
Столица страны — город Апиа — находится на острове Уполу, который является одним из двух наиболее крупных островов государства Самоа.
Государственный язык Самоа — самоанский — относится к австронезийским языкам.

## Этимология
Точное происхождение названия страны неизвестно. Существует несколько версий касательно его происхождения.
Согласно одной из них, слово «Самоа» представляет собой сокращённую форму слова Sa-ia-Moa, что переводится с самоанского языка как «священный для Моа». С этой версией связана одна из легенд, согласно которой у бога Вселенной Тагалоа был сын по имени Моа и дочь по имени Лу. Выйдя замуж, Лу родила сына, которого также назвала Лу. Однажды ночью, во время сна, Тагалоа услышал, как его внук Лу напевал слова Moa-Lu, Moa-Lu. Через некоторое время Лу изменил их порядок и стал петь Lu-Moa, Lu-Moa, то есть поставив своё имя впереди имени своего дяди Моа. Тагалоа, услышав это, сильно разозлился, посчитав внука слишком высокомерным. Он попросил Лу почесать ему спину. Когда Лу начал делать это, Тагалоа схватил мальчика и начал бить его. Перепугавшийся Лу сбежал и отправился жить на землю. Тагалоа также предупредил внука о том, чтобы тот почитал своего дядю Моа. Лу вспомнил о наказе уже на земле и решил назвать свой новый дом Sa-ia-Moa. Впоследствии это название преобразовалось в Samoa.
Несмотря на это, среди местных жителей наиболее популярна другая версия. Самоанцы указывают на то, что «Moa» означает или «центр», или «курица» (однако на островах Мануа это слово не используется в данном контексте; там курица обозначается словом manu). Поэтому название государства можно перевести с самоанского языка как «священный центр вселенной» или как «место моа» (моа — местная домашняя птица, напоминающая курицу).
К тому же, «Moa» — это фамилия, которую носят обладатели королевского титула туимануа.

## География

### Географическое положение

Карта Самоа

Страна расположена в западной части архипелага Самоа между 171°20’ и 172°50’ з. д. и между 14°10’ и 13°20’ ю. ш.
Общая площадь суши составляет 2832 км² и включает два крупных острова — Савайи (1708 км²) и Уполу (1118,7 км²) — и 8 мелких (5,71 км²), из которых заселены только Маноно и Аполима.
Во владении Самоа — 130 000 км² исключительной прибрежной экономической зоны и 23 100 га рифов и лагун (глубиной не более 5 м).
Страна граничит с водами Токелау на севере; Американского Самоа — на востоке; Тонга — на юге; островов Уоллис и Футуна — на юго-западе, и Тувалу — на северо-западе.
| Острова                 | Площадь (км²) | Население чел. (2021) |
| ----------------------- | ------------- | --------------------- |
| Савайи                  | 1694          | 45175                 |
| Уполу                   | 1125          | 159664                |
| Нуусафее                | 0,02          | —                     |
| Острова пролива Аполима |               |                       |
| Маноно                  | 2,9           | 637                   |
| Аполима                 | 1,4           | 81                    |
| Нуулопа                 | 0,01          | —                     |
| Острова Алеипата        |               |                       |
| Нуутеле                 | 1,15          | —                     |
| Нуулуа                  | 0,25          | —                     |
| Намуа                   | 0,20          | —                     |
| Фануатапу               | 0,15          | —                     |
| Всего                   | 2824,63       | 205 557               |

### Рельеф

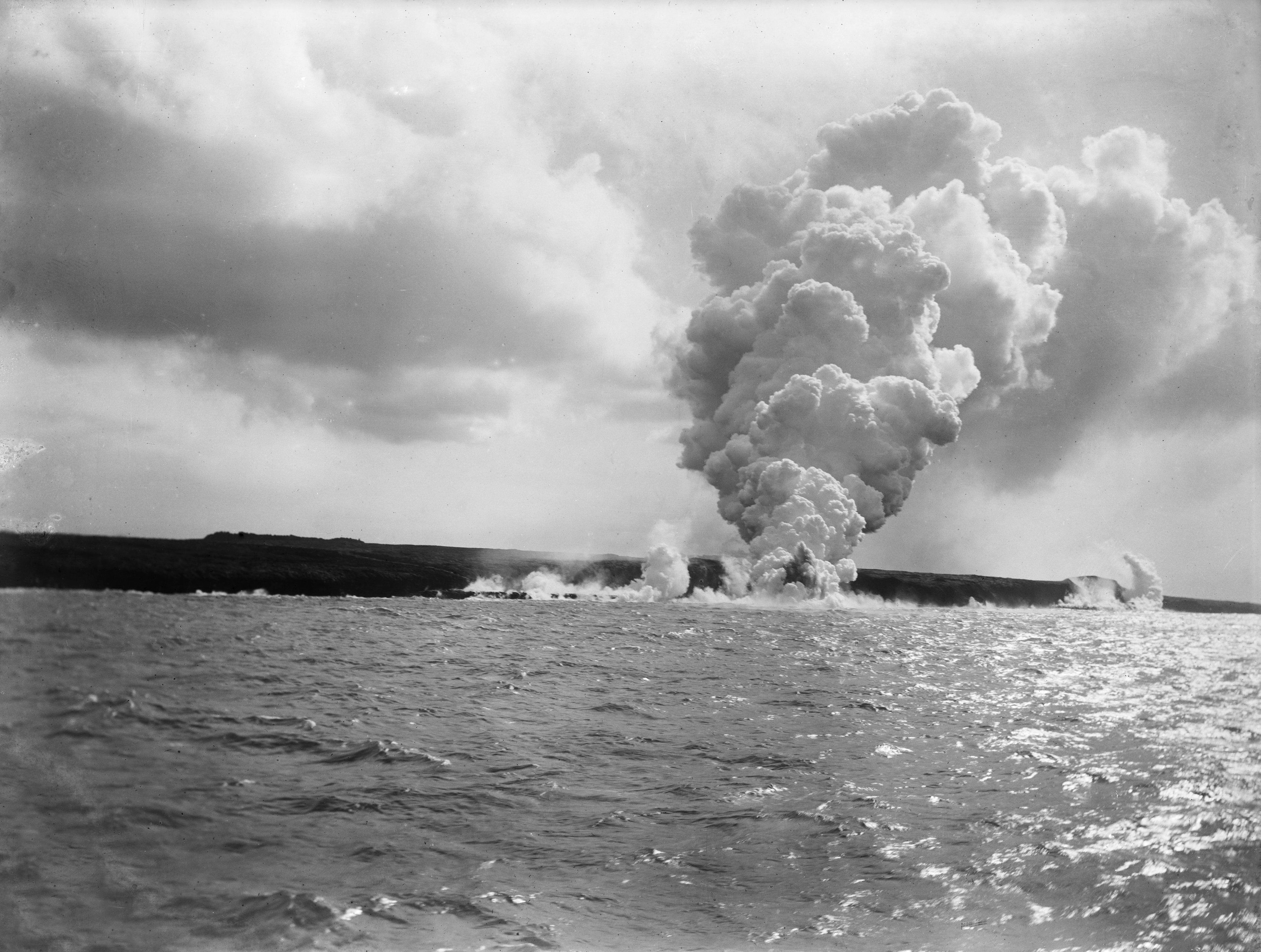
Извержение вулкана Матавану на острове Савайи, 1905.

Рельеф островов, входящих в состав Самоа, — преимущественно гористый, так как острова являются продолжением подводного хребта вулканического происхождения. Самые высокие точки — Силисили (Савайи) (1857 м) и Фито (1115 м) (Уполу). Вершины на двух крупных островах прорезаны глубокими ущельями, в которых расположены широкие долины. Склоны, выходящие к морю, в основном, круты и обрывисты. Береговая полоса — узкая, изрезанная лагунами и коралловыми рифами. Именно в низменной прибрежной полосе между горными массивами и морем сосредоточены деревни самоанцев.
Русский мореплаватель О. Е. Коцебу, посетивший Самоа в 1824 году, писал о «щедрости здешней природы, одевающей в зелёный наряд даже самые обрывистые утёсы».

### Климат

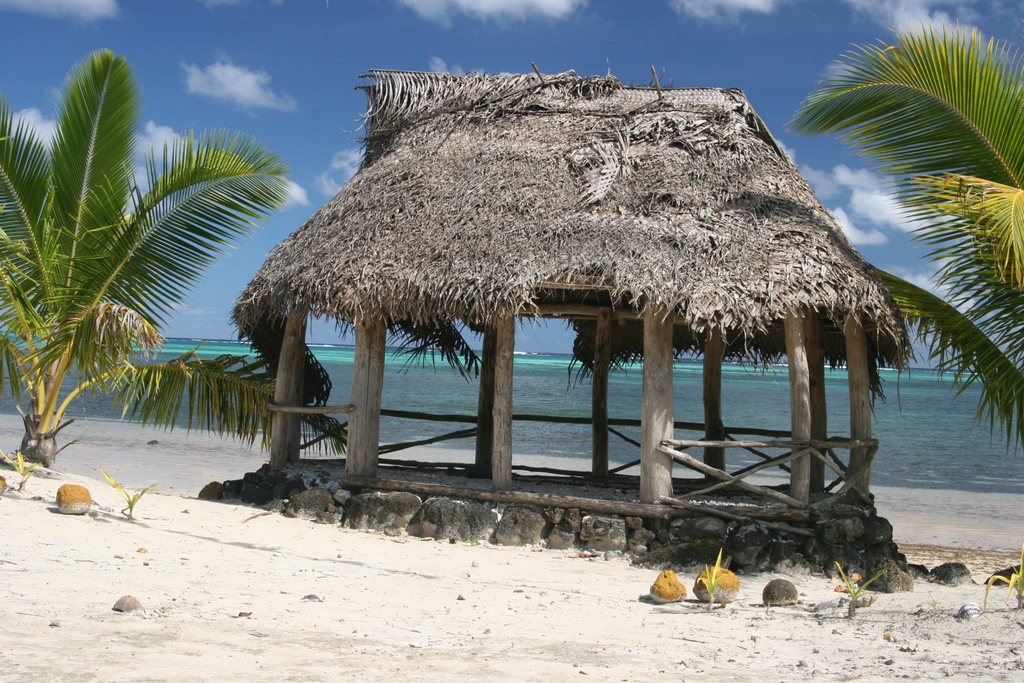
Деревня на о. Маноно

Климат Самоа — влажный тропический. Средняя годовая температура — 26,5 °C, годовая амплитуда не превышает 2 °C.
По количеству выпадающих осадков год делится на 2 сезона: влажный (ноябрь — апрель), когда пассатная циркуляция часто нарушается циклонами, приходящими с северо-запада, и более сухой (май — октябрь) — в это время на островах преобладают юго-восточные пассаты. На равнинах выпадает 2000-3000 мм осадков в год; количество их возрастает с высотой и достигает 5000—7000 мм. На наветренных (южных и восточных) склонах дождей выпадает больше, чем на подветренных (северных и западных). Средняя относительная влажность равна 80 %. Относительная влажность, в среднем, составляет 80 %, среднее годовое количество солнечных часов — 2500.
Преобладающее направление ветров — северо-восточное, на которое приходится 80 % времени влажного сезона, и 50 % — сухого сезона. Средние скорости ветра — около 20 км/ч с порывами до 48 км/ч.
Самоа периодически подвергается воздействию тропических циклонов. В 1990 и 1991 годах на острова обрушились циклоны Офа и Вал, скорость ветра в которых достигала 180 км/ч. Самым опустошительным для страны был «ураган столетия», обрушившийся на Западное Самоа в январе 1966 года. Скорость ветра достигала тогда 200 км/ч.

### Геологическое строение

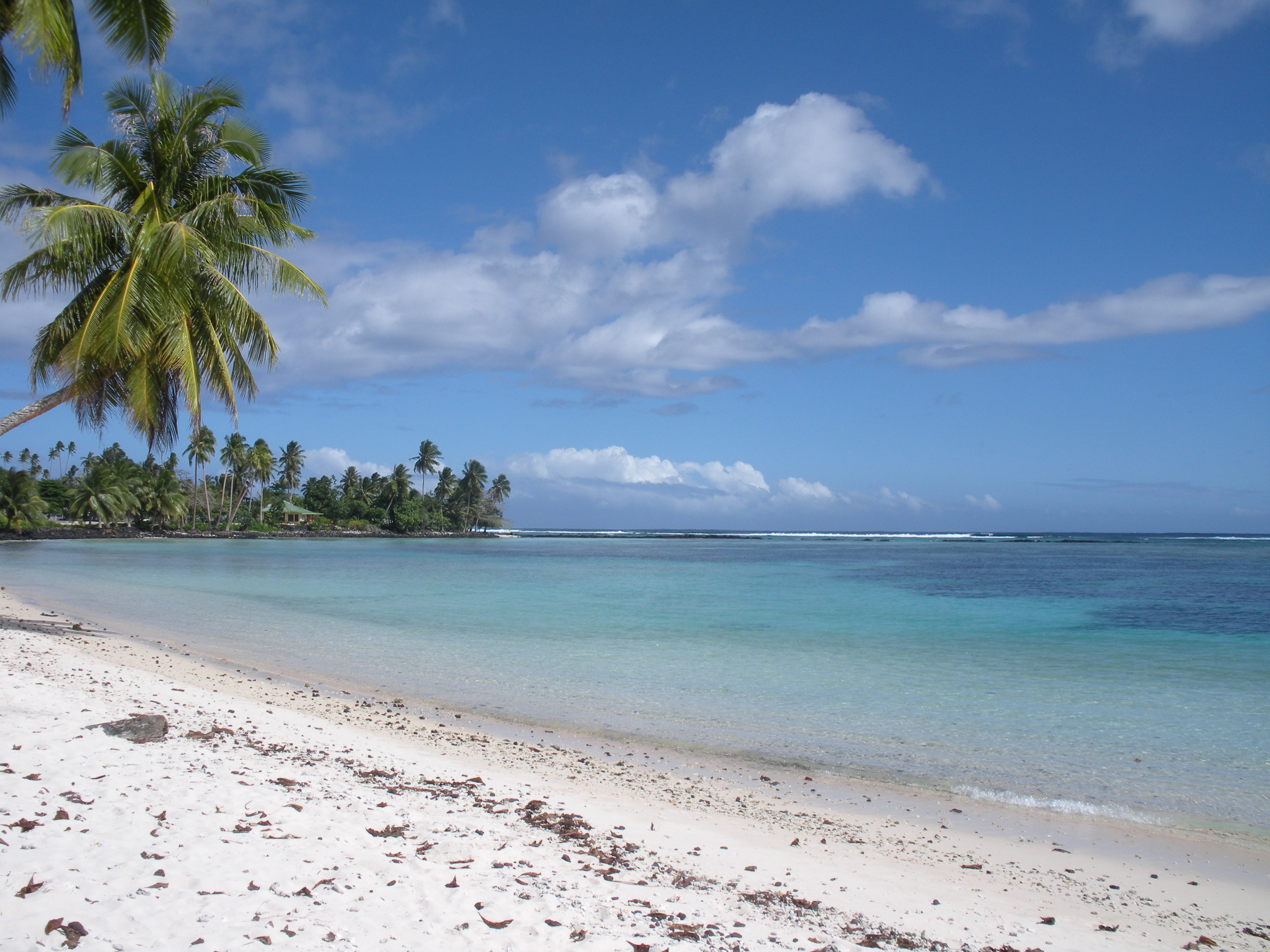
Пляж на острове Уполу

Сейсмографы обсерватории в городе Апиа довольно часто регистрируют подземные толчки, но эти толчки пока что не вызывали разрушений. Несмотря на то, что все острова вулканического происхождения, только Савайи можно назвать вулканически активным. Последнее крупное извержение датируется 1700 годом, меньшие — 1904—1906 годами. Часть территории острова Савайи, покрытая молодыми лавами, почти лишена растительности. Тем не менее в других районах, в результате размыва и выветривания более древних вулканических пород, образовались плодородные почвы; особенно много таких земель на острове Уполу.
Полезных ископаемых в стране не найдено.

### Водные ресурсы

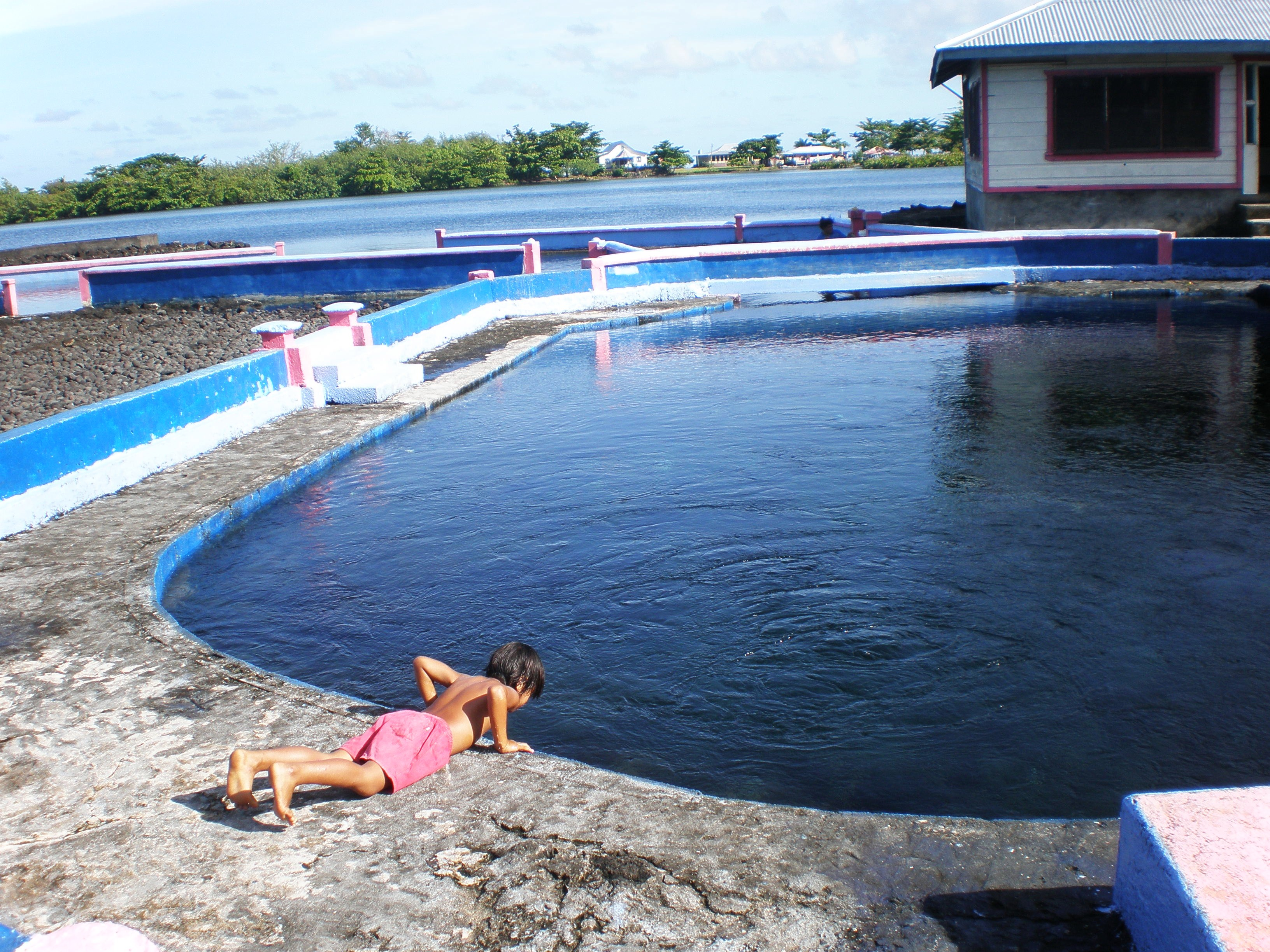
Деревня Матаваи на острове Савайи

Самоа со всех сторон омывается Тихим океаном. Острова Уполу и Савайи разделены проливом Аполима, в котором расположены более мелкие острова Маноно и Аполима.

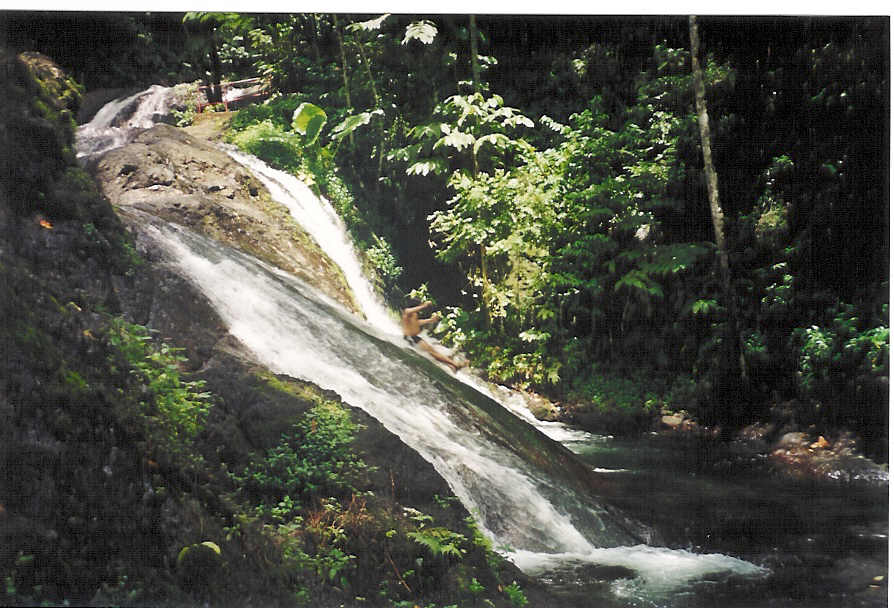
Небольшой водопад на Уполу

Более 3/4 населения страны имеет доступ к водопроводной воде. Тем не менее большое количество воды теряется из-за утечек вследствие слабой инфраструктуры и плохой сохранности водопроводов.

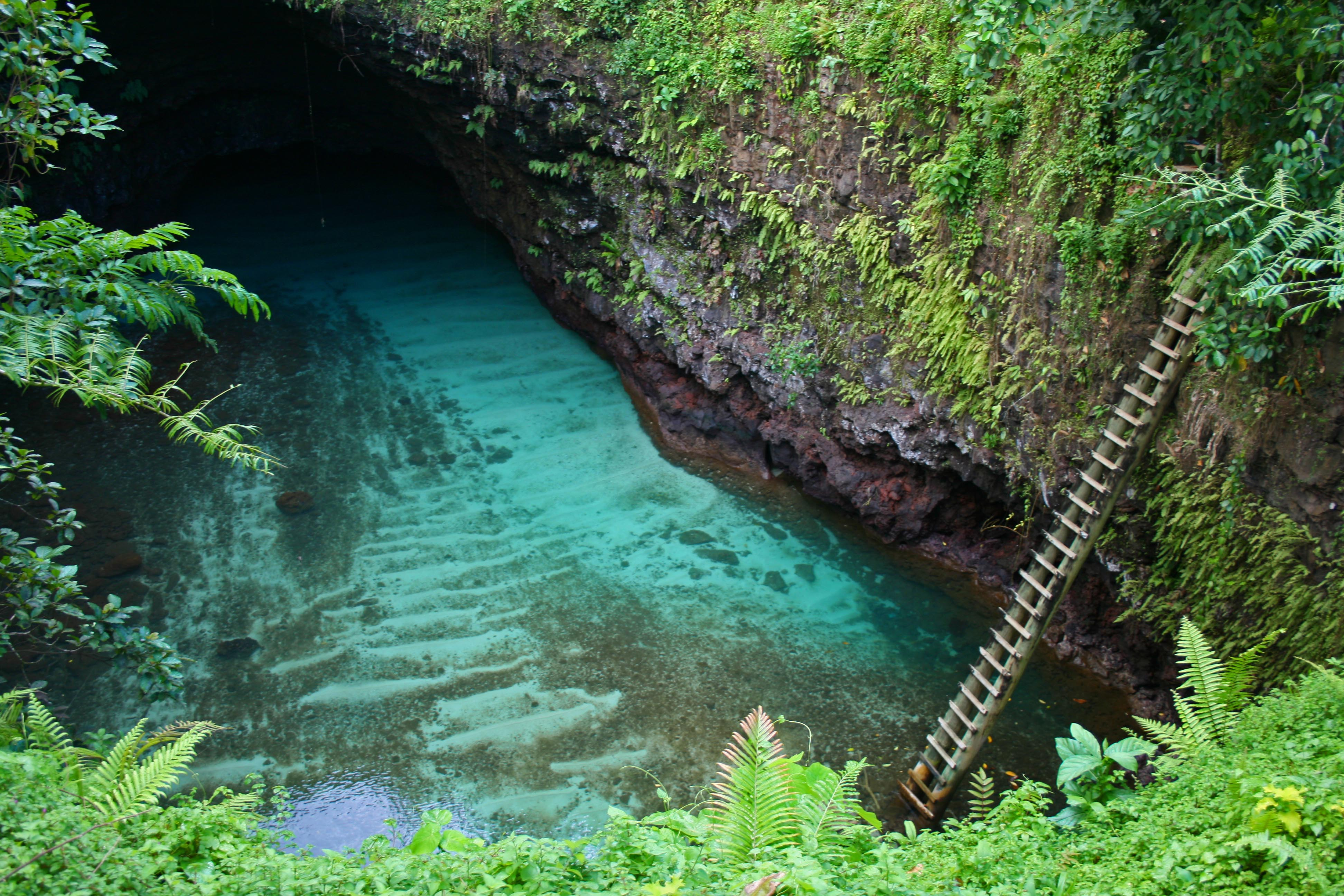
Озеро То-Суа

Вулканическое происхождение Самоа оказало большое влияние на местность, которая изобилует мелкими реками и водопадами, кроме западной части Уполу и большей части Савайи. Традиционными источниками пресной воды для местного населения в этих районах являются грунтовые и дождевые воды. На Савайи для этих целей используют реки, несмотря на то, что они расположены ближе к побережью. Во время сухого сезона водоёмы часто пересыхают. Во многих районах количество поставляемой воды недостаточно для удовлетворения нужд в питье и гигиене.
В Апиа количество и качество поставляемой пресной воды уменьшается из-за неприспособленности водопроводов к быстрым течениям рек, являющихся главным источником пресной воды в столице. Некоторые районы Савайи также испытывают острую нехватку воды на протяжении всего года. Местные жители удовлетворяют потребности, собирая в цистерны дождевую воду.
Несмотря на обильные осадки, почти вся вода испаряется, а также впитывается пористой почвой в течение 3-6 месяцев после окончания дождливого сезона.

### Почвы
Бо́льшая часть почв, расположенных в гористых районах островов, образована из вулканического пепла. В большинстве своём она содержит оливиновый базальт и при этом бедна калием и фосфором, однако частые осадки и благоприятные температурные условия способствуют повышению её плодородности.
На Самоа есть различия между почвами гор, возвышенностей и равнинных местностей. В горных районах наблюдается тенденция увеличения толщины слоя почвы с высотой, хотя, как правило, почвы этих районов Самоа не используются для нужд сельского хозяйства.

### Флора и фауна
Флора Самоа разнообразна (насчитывается около 775 видов растений, из которых 30 % — эндемики архипелага). Среди растений встречаются лат. Atuna racemosa, лат. Bischofia javanica, лат. Canarium harveyi, лат. Glochidion ramiflorum, лат. Gnetum gnemon, лат. Hoya australis, лат. Macaranga harveyana. Две трети поверхности островов занимают влажные тропические леса, где встречаются ценные породы с очень твёрдой древесиной. Характерно обилие древовидных папоротников. Распространены крупнолистные миртовые и орхидеи. Леса расположены в основном на горных склонах, а на побережье преобладают возделываемые плантации. На вершинах наиболее высоких гор леса сменяют мелколесье и кустарники. Около 150 видов самоанских растений используются в медицинских целях.

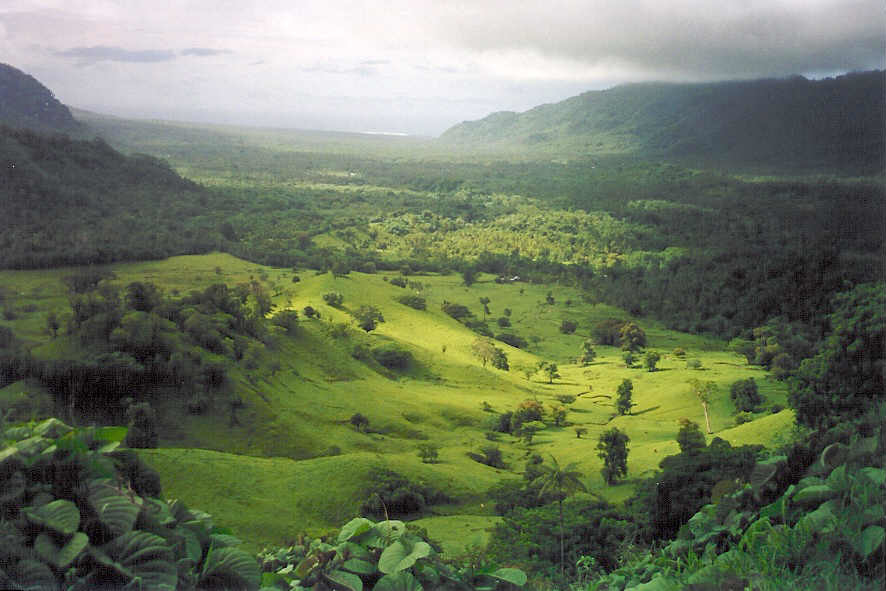
Долина на острове Уполу

Фауна Самоа, как и других островов Полинезии, относительно бедна. До появления человека здесь из млекопитающих на суше обитали летучие мыши, а в прибрежных водах — дельфины. Древние полинезийские мореходы привезли сюда собак и свиней, а европейцы — крупный рогатый скот и лошадей. Также с кораблями на острова проникли крысы, расселившиеся по всему архипелагу.

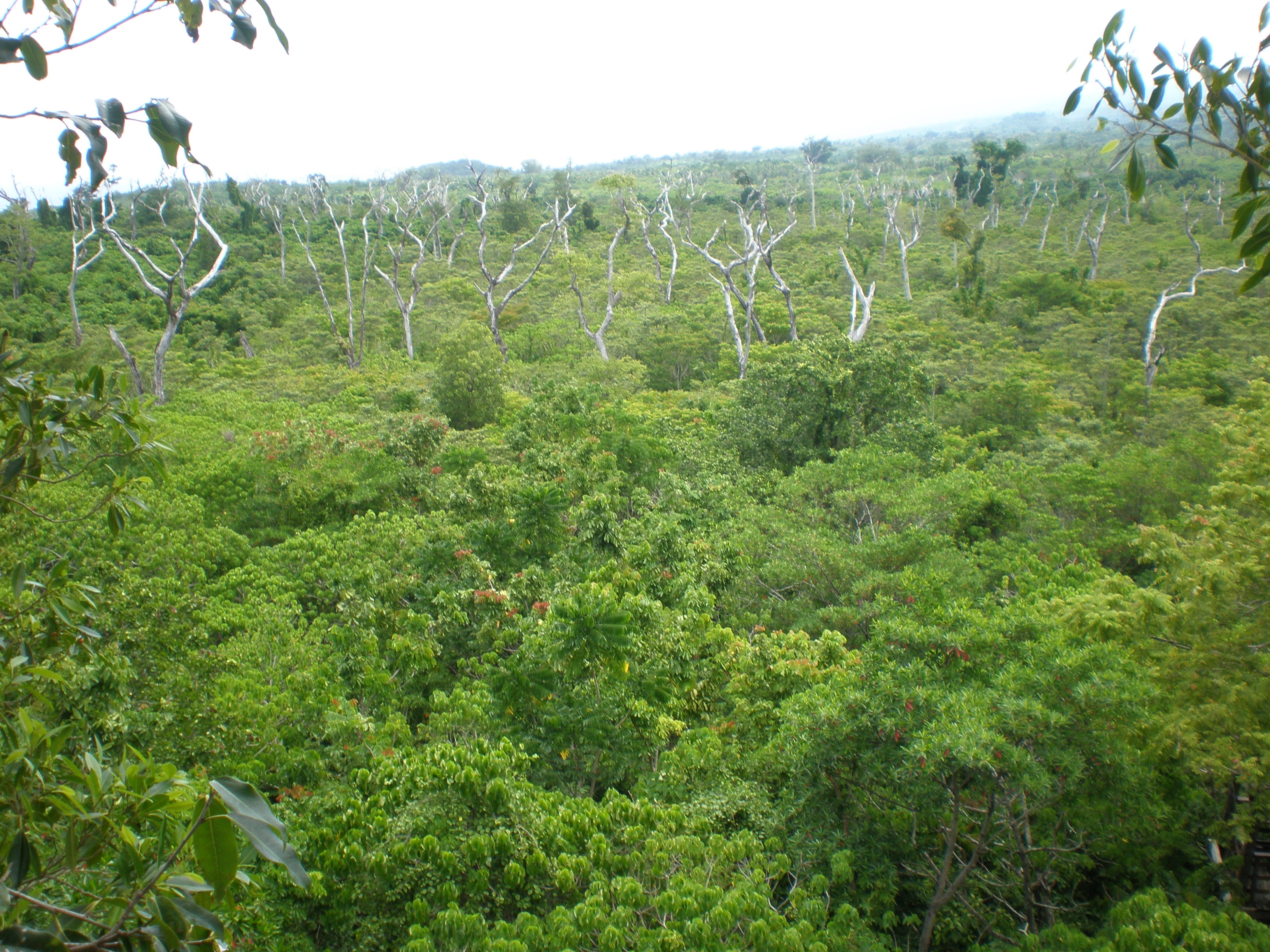
Лес Фалеалупо

Значительно разнообразнее представлены птицы: медососовые (в частности самоанский медосос-мао), сорные куры, голуби, мелкие попугаи и др.). Всего на островах постоянно обитают 43 вида птиц, из которых 8 — эндемики, например зубчатоклювый голубь. С полинезийцами сюда прибыли куры, с европейцами — другие домашние птицы. Из пресмыкающихся встречаются ящерицы (7 видов) и змеи (1 вид). Много насекомых, особенно бабочек (21 вид). На побережье водятся черепахи и крабы.
Океанские воды изобилуют рыбой, в том числе ценными промысловыми породами. Вдали от берегов водятся акулы, тунцы, макрель, меч-рыба, на мелководьях — кефаль, морские угри. На коралловых рифах обитают многочисленные моллюски.

## История

### Полинезийская культура

Область распространения культуры лапита.

Острова Самоа, как и острова Фиджи и Тонга, были, как полагают некоторые учёные, заселены в V веке н. э. в ходе миграции представителей культуры лапита с островов Бисмарка, расположенных в Западной Меланезии.
По другим данным, заселение происходило на рубеже II и I тысячелетий до н. э.
Острова Самоа были одним из центров формирования полинезийской культуры. Именно с Самоа шло освоение островов и атоллов центральной и восточной части Тихого океана.
Об истории Самоа до появления там европейцев имеется крайне мало достоверных сведений. Из легенд и преданий, а также исходя из материалов немногочисленных археологических раскопок, известно, что между племенами, населявшими Самоа, Фиджи и Тонга, шло постоянное кровавое соперничество за доминирование в регионе. Империю Ту’и Пулоту (Тонга) сменила империя Ту’и Ману’а (Самоа), а её — Ту’и Тонга (ок. 950 н. э.). Аристократические семьи были связаны брачными узами, что поддерживало культурную и историческую близость государств.
К середине XVII века порты Самоа осуществляли основные торговые функции в регионе, как внутри Полинезии, так и в торговле с европейцами.

### Европейцы на островах

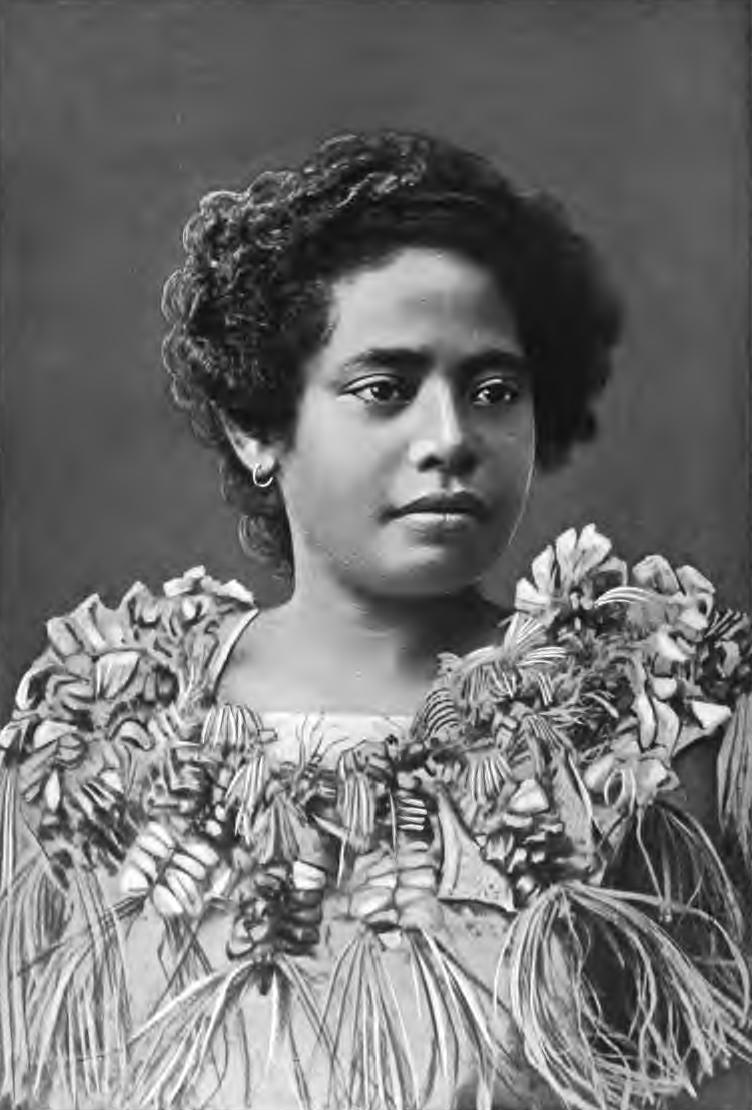
Молодая самоанка, 1902

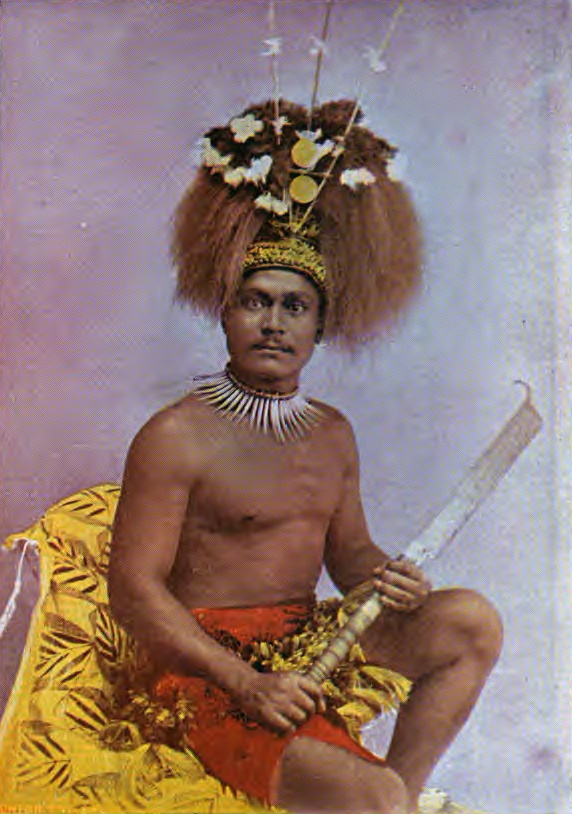
Самоанский воин, 1896

Европейским первооткрывателем островов стал голландский путешественник Якоб Роггевен, высадившийся на Самоа в 1722 году. Впоследствии, в 1768 году, на архипелаге побывал французский мореплаватель Луи Антуан де Бугенвиль, назвавший его островами Мореплавателей. Вплоть до 1830-х годов, когда на острова начали прибывать английские миссионеры и торговцы, контакты с чужеземцами были весьма ограниченными. В августе 1830 года на Самоа свою миссионерскую деятельность начал член Лондонского миссионерского общества Джон Уильямс. Самоанцы имели репутацию дикого и воинственного народа, чему послужили частые столкновения местных жителей с французами, британцами, немцами и американцами, использовавшими Самоа до конца XIX века для заправки пароходов углём. К этому времени на Самоа шёл процесс разложения первобытнообщинного строя и формирования классового общества: островитяне делились на знать и рядовых общинников, возникли довольно крупные территориальные объединения во главе с верховными вождями.
К середине XIX века за контроль над островами разгорелось соперничество между Германией, Британией и США, что выражалось в направлении в район островов военных кораблей, поддержке враждующих между собой вождей Самоа, поставках им оружия, организации обучения и даже в прямом участии в междоусобных столкновениях. Уже с середины XIX века эти три государства начали увеличивать своё присутствие на Самоа: в 1847 году Британия открыла своё консульство в Апиа; в 1853 году за ней последовали США, а в 1861 году — Германия. В 1881 году соперники договорились признать самоанским королём верховного вождя Малиетоа Лаупепу, однако король Лаупепа в 1885 году вступил в открытый конфликт с немцами, которые в ответ стали поддерживать его главного соперника Тамасесе. Воспользовавшись фактическим господством Германии на Самоа и отсутствием единства среди англичан и американцев, немцы в 1887 году свергли Лаупепу, отправили его в изгнание, а королём провозгласили Тамасесе. Немецкий капитан Брандейс, назначенный премьер-министром, обложил всех самоанцев высокими налогами и, опираясь на немецкие военные корабли, попытался кровавыми репрессиями упрочить своё положение на островах. Эти действия повлекли за собой череду протестов среди коренных жителей. Во главе недовольных встал вождь Матаафа, пользовавшийся большой популярностью. После победы воинов Матаафы над войсками Тамасесе немецким властям пришлось отозвать Брандейса. Уязвлённый этой неудачей, германский консул приказал атаковать с моря деревни сторонников Матаафы.
Обеспокоенные агрессивными действиями немцев, правительства Британии и США отправили на острова вооружённые силы для отстаивания своих интересов. Это привело к восьмилетней гражданской войне, фактически инспирированной противоборствующими внешними силами. Все три страны отправили к Апиа свои военные корабли, и крупномасштабная война казалась неминуемой, однако 16 марта 1889 года сильным штормом флоту был нанесён серьёзнейший ущерб, что привело к прекращению военного конфликта. В результате Берлинского соглашения над островами был установлен протекторат трёх держав.

Марки Германского Самоа, 1901 и 1930

Тем не менее уже в конце 1899 года острова Самоа были разделены на две части (линия раздела прошла по 171° з. д.): восточная группа, известная сейчас под названием «Американское Самоа», стала территорией США (острова Титуила — в 1900, Мануа — в 1905); западные острова получили название «Германское Самоа», а Британия отказалась от претензий в обмен на возврат Фиджи и некоторых других меланезийских территорий.
Первым немецким губернатором Самоа был назначен Вильгельм Зольф, который позже стал секретарём колоний Германской империи. В годы германского правления в стране постоянно проходили выступления против колониального режима. Самое крупное восстание, которое было жестоко подавлено германскими войсками, произошло в 1908 году. Подавление этого восстания послужило толчком к возникновению движения Мау, существовавшего до 1960-х годов.

### Самоа в XX веке

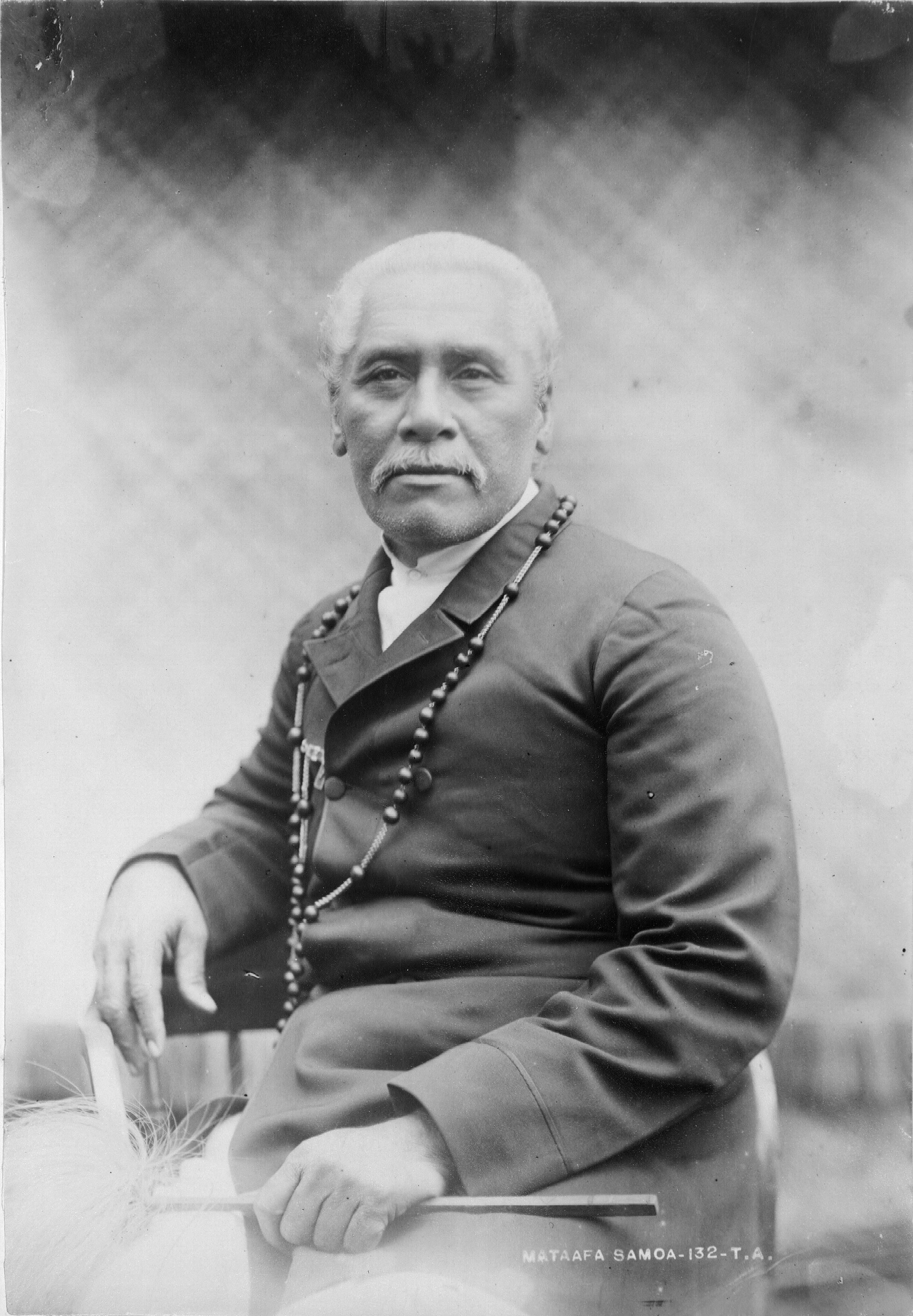
Матаафа Иосефо (1832—1912), вождь Самоа

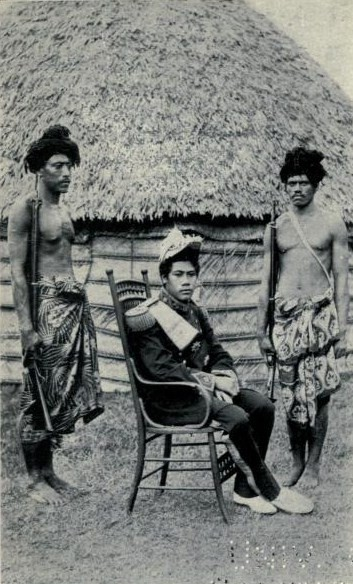
Малиетоа Танумафили I (1879—1939)

29 августа 1914 года новозеландский отряд численностью 1374 человека с целью захвата германской радиостанции высадился на Уполу. Не получив отпора от немцев, новозеландцы быстро овладели островами.
С конца Первой мировой войны до 1962 года Самоа находились под управлением Новой Зеландии, первоначально по мандату Лиги Наций, а позднее — ООН. Приблизительно пятая часть населения Самоа умерла в результате эпидемии гриппа 1918—1919 годов — отчасти из-за того, что новозеландские власти не смогли обеспечить карантин.
В начале 1920-х жители Западного Самоа основали патриотическую организацию «Мау» («Мнение») с лозунгом «Самоа для самоанцев», представлявшую собой ненасильственное народное движение против плохого обращения новозеландской администрации с народом Самоа. «Мау» руководил Олаф Фредерик Нельсон — наполовину самоанец, наполовину швед. Среди используемых форм протеста были неуплата налогов, прекращение работы на плантациях, неподчинение колониальному суду, создание собственных органов управления. Нельсон был изгнан из страны в период 1920-х — начала 1930-х годов, но продолжал поддерживать организацию финансово и политически.
28 декабря 1929 года новоизбранный лидер движения Тупуа Тамасесе Леалофи вывел «Мау» на мирную демонстрацию в Апиа. Полиция Новой Зеландии попыталась арестовать одного из лидеров демонстрации, что привело к столкновению. Полицейские начали беспорядочную стрельбу по толпе из пулемёта «Льюис». Лидер движения Тамасесе, пытавшийся внести спокойствие и порядок среди демонстрантов, был убит. Ещё 10 демонстрантов погибли в тот же день, а 50 в результате действий полиции получили пулевые ранения и увечья. Этот день в Самоа известен как «Чёрная суббота». Несмотря на постоянные репрессии, «Мау» росло, оставаясь ненасильственным движением.
После Второй мировой войны Западное Самоа из мандатной стало подопечной территорией Новой Зеландии, которая начала проведение политических реформ, в том числе предоставив территории ограниченное самоуправление. В 1961 году был проведён референдум, в ходе которого жители Западного Самоа высказались за предоставление независимости. С Новой Зеландией было подписано соглашение, согласно которому та взяла на себя оборону Западного Самоа, а также его представительство в сношениях с иностранными государствами. 1 января 1962 года Западное Самоа стало первым тихоокеанским островным государством, получившим независимость.
В июле 1997 года в конституцию страны были внесены поправки, убравшие из названия страны слово «Западное» и закрепившие новое название государства — «Независимое Государство Самоа», под которым оно вступило в ООН в 1976 году. Администрация Американского Самоа выступила с протестом против переименования, утверждая, что тем самым поставлена под сомнение национальная идентичность самого Американского Самоа. На Американском Самоа до сих пор в отношении Самоа и его жителей используются выражения «Западное Самоа», «западносамоанский».
Несмотря на то, что жители обоих Самоа принадлежат к одной нации и имеют один язык, между ними существуют культурные различия. Жители Восточного (Американского) Самоа обычно переезжают на Гавайи и на континентальную часть США и перенимают специфические американские увлечения, такие как американский футбол и бейсбол; жители же Западного Самоа обычно ориентированы на Новую Зеландию, чьё влияние можно оценить по большой популярности регби и крикета.

### Самоа в XXI веке
17 декабря 2011 года Самоа вступило в ВТО.
С 31 декабря 2011 года Самоа сменила часовой пояс с UTC-10 на UTC+14. Технически это было выполнено через отмену 30 декабря. В результате Самоа оказалось к западу от линии перемены даты. Это было сделано для упрощения экономического взаимодействия с Австралией и Новой Зеландией.

## Политическое устройство

### Государственный строй
Конституция 1960 года, которая вступила в силу после обретения независимости, установила форму правления в виде парламентской республики, основанной на Вестминстерской парламентской системе в сочетании с местными традициями и обычаями.

#### Законодательная власть

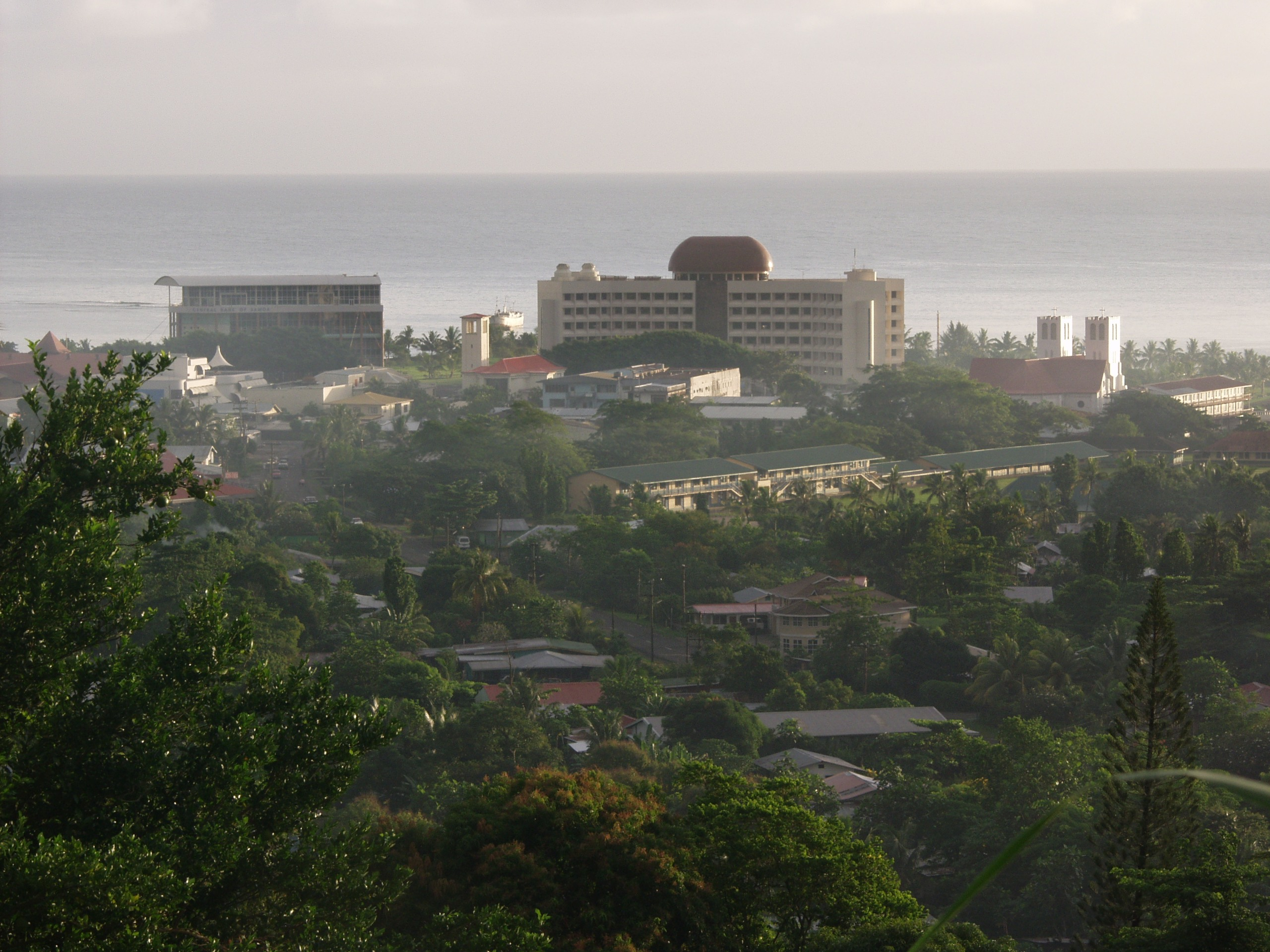
Здание правительства в Апиа

Законодательным органом страны является однопалатный парламент — Национальное законодательное собрание (Fono Aoao Faitulafono). В его состав входят по одному представителю от 41 территориального избирательного округа, шесть дополнительных членов, а также 2 депутата, избираемые людьми, включёнными в специальные избирательные списки граждан несамоанского происхождения. Правом избрания в ассамблею обладают только граждане Самоа. Депутаты избираются на основе всеобщего избирательного права. Срок полномочий депутатов — 5 лет.
На первом после выборов заседании члены парламента из своего состава избирают спикера.
Глава государства Самоа может в любой момент назначить перерыв в работе парламента, а также распустить его после консультаций с премьер-министром страны.
Парламент Самоа наделён правом издания законов посредством принятия законопроектов. После одобрения законопроекта парламентом он направляется на рассмотрение главе государства, который должен подписать или отклонить законопроект по рекомендации премьер-министра.

#### Исполнительная власть
Исполнительная власть Самоа сосредоточена в руках главы государства.
Титул главы государства на самоанском языке называется О ле Ао о ле Мало (самоан. O le Ao o le Malö), что можно перевести как «вождь правительства»: ао — титул вождей, мало означает «правительство».
В 1962 году, когда Самоа получило независимость, двум верховным вождям, Малиетоа Танумафили II и Тупуа Тамасесе Меаоле, было предоставлено пожизненное право занимать должность главы государства. Тупуа Тамасесе Меаоле скончался в 1963 году, Малиетоа Танумафили II умер 11 мая 2007 года в возрасте 95 лет. В то время он являлся самым пожилым из живущих глав государств всего мира. Его преемник Туиатуа Тупуа Тамасесе Эфи (старший сын Тупуа Тамасесе Меаоле) был избран парламентом на пост главы государства, согласно конституции, сроком на пять лет 17 июня 2007 года.
По Конституции, глава государства (за исключением первых двух О ле Ао о ле Мало) избирается Законодательным собранием из своего состава на 5 лет и может быть переизбран один раз. Глава государства имеет в основном представительские функции, но имеет право вето на решения парламента. Фактически на этот пост претендуют только члены семей Малиетоа и Тупуа.
Кабинет министров занимается общим руководством и контролем исполнительной власти страны, а также несёт коллективную ответственность перед парламентом. Кабинет министров возглавляет премьер-министр, который назначается главой государства по рекомендации парламента. Также глава государства по совету премьер-министра из числа депутатов Законодательного собрания назначает не менее восьми и не более двенадцати министров страны.

#### Судебная власть
Система судебных органов Самоа представлена апелляционным судом, Верховным судом, магистратскими судами, деревенским фоно (англ. Village Fono) и земельным судом (англ. Land and Titles Court).
Верховный суд Самоа — суд первой инстанции в рассмотрении уголовных и гражданских дел. Он состоит из председателя Верховного суда и нескольких судей. Председатель назначается главой государства по рекомендации премьер-министра. Другими судьями Верховного суда могут стать только лица, имеющие опыт практической деятельности в качестве барристеров на территории Самоа или другого предусмотренного законом Самоа государства в течение не менее 8 лет. Они назначаются главой государства по рекомендации Комиссии судопроизводства (англ. Judicial Service Commission).
Верховный суд также рассматривает апелляции на решения Мирового суда по искам, сумма которых от $40 и выше.
Председатель Верховного суда и его другие судьи составляют апелляционный суд, который рассматривает апелляции на решения Верховного суда по искам, сумма которых $400 и выше.
Конституция также предусматривает создание магистратского суда, или «фаамасино фесоасоани», который рассматривает гражданские иски, сумма которых не превышает $40 (в отдельных случаях — до $200), а также уголовные дела, сумма ущерба по которым не превышает $40 (в отдельных случаях — до $200).
Мировой суд действует согласно «Акту о мировом суде 1969 года». Он рассматривает гражданские иски, сумма которых не превышает $1000, а также уголовные дела, сумма ущерба по которым не превышает $1000.

#### Избирательные округа
Страна разделена на 41 избирательный округ, которые называются фаипуле (самоан. faipule). Они не выполняют каких-либо административных функций. Избирательными правами наделяются все граждане Самоа, достигшие 21 года.
Ранее только матаи («вожди») имели право голоса. Всеобщее избирательное право было введено в 1991 году, но до сих пор только матаи могут баллотироваться в парламент. В стране более 25 000 матаи, около 5 % из которых — женщины.

#### Местное управление
На местном уровне деревнями и округами управляют матаи. Деревню населяет несколько аинг («общин»). Глава самой знатной аинги является матаи всей деревни. Он заседает в деревенском совете (фоно) вместе с главами других общин. Десять — двенадцать деревень составляют округ. В гостевом доме самой влиятельной деревни собирается окружное фоноф, в котором участвуют главы всех деревень.
Округом (итумало) управляет окружной вождь, при этом в каждом итумало он носит свой титул, например:
- Аана — туи Аана;
- Аига-и-ле-Таи — леиатауа;
- Атуа — туи Атуа;
- Ваа-о-Фоноти — таламаивао;
- Палаули — лиломаиава;
- Сатупаитеа — тонумаитеа;
- Туамасага — малиетоа.

### Политические партии
Основными политическими партиями страны являются «Демократическая объединённая партия Самоа» (ранее — «Национальная партия развития Самоа», «SNDP») и «Партия защиты прав человека» («HRPP»). Действуют также «Партия Самоа», «Прогрессивная политическая партия Самоа» и «Христианско-демократическая партия».
В 1991 году «HRPP» заняла 39 из 40 мест в Фоно, на выборах в апреле 1996 года — 34 из 49 мест.
На выборах в марте 2001 года «HRPP» заняла первое место, заняв 24 места в Фоно, но не получила парламентского большинства («SNDP» получила 13 мест, объединённые независимые кандидаты — 11).
В марте 2006 года «HRPR» получила 33 места, «Демократическая объединённая партия Самоа» — 10 мест, объединённые независимые кандидаты — 6 мест.

### Внешняя политика и международные отношения
Самоа является членом Содружества Наций, Организации Объединённых Наций (ООН) и её специализированных агентств, Азиатского банка развития, Форума тихоокеанских островов, Международного валютного фонда, Всемирной торговой организации и других международных организаций.
Дипломатические отношения между СССР и Западным Самоа были установлены в 1976 году. Тем не менее на территории Самоа нет российского посольства; послом в этой стране (по совместительству) с ноября 2012 года является Терещенко Валерий Яковлевич, исполняющий те же обязанности в Новой Зеландии.

### Вооружённые силы
Самоа не имеет формальной оборонной структуры или регулярных вооружённых сил. Неофициальные военные связи существуют с Новой Зеландией, которая по Договору о дружбе 1962 г. обязуется откликнуться на любое обращение Самоа за помощью.

## Административное устройство

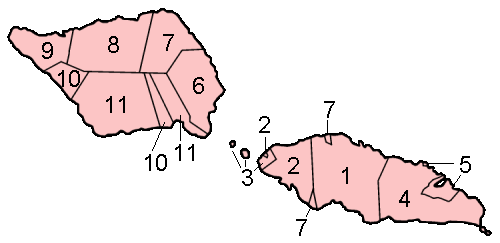
Округа Самоа

Территория Самоа делится на 11 итумало (округов), которые сформировались ещё до появления на островах европейцев. Каждый округ имеет своё конституционное устройство (фаавае), основанное на традиционном порядке старшинства титулов в фаалупеге (традиционном приветствии) каждого округа.
Деревня, являющаяся административным центром округа, ведёт дела округа, координируя свои решения с центрами других округов. Например, центром округа Аана является Леулумоега. Верховный вождь Ааны носит титул ТуиАана. Совет вождей, который присваивает этот титул, — Фалеива (Дом девяти) — заседает в Леулумоеге. Аналогично этому ведутся дела в других округах. Так, например, в округе Туамасага титул верховного вождя называется малиетоа и присваивается советом вождей Фале Туамасага, заседающим в Афеге.
| №      | Округ          | Административный центр | Площадь округа, км² | Население округа, чел. (2016) | Плотность, чел./км² |
| Уполу  | Уполу          | Уполу                  | Уполу               | Уполу                         | Уполу               |
| ------ | -------------- | ---------------------- | ------------------- | ----------------------------- | ------------------- |
| 1      | Туамасага      | Афега                  | 479                 | 95907                         | 200,02              |
| 2      | Аана           | Леулумоега             | 193                 | 23265                         | 120,54              |
| 3      | Аига-и-ле-Таи¹ | Мулифануа              | 27                  | 5029                          | 186,96              |
| 4      | Атуа²          | Луфилуфи               | 413                 | 22769                         | 55,05               |
| 5      | Ваа-о-Фоноти   | Самамеа                | 38                  | 1621                          | 42,64               |
| Савайи |                |                        |                     |                               |                     |
| 6      | Фаасалелеага   | Сафотулафаи            | 266                 | 13566                         | 50,94               |
| 7      | Гагаэмауга³    | Салеаула               | 223                 | 7840                          | 35,14               |
| 8      | Гагаифомауга   | Аопа                   | 365                 | 4878                          | 13,36               |
| 9      | Ваисигано      | Асау                   | 178                 | 6543                          | 36,77               |
| 10     | Сатупаитеа     | Гаутаваи               | 127                 | 5261                          | 41,41               |
| 11     | Палаули        | Ваилоа и Палаули       | 523                 | 9300                          | 17,76               |
|        | Всего          |                        | 2832                | 195979                        | 69,20               |

1. включая острова Маноно, Аполима и Нуулопа
2. включая острова Алеипата и остров Нуусафее
3. часть округа расположена на Уполу (включая деревни Саламуму-Уту и Леауваа)

## Население
| 1960     | 1961     | 1962     | 1963     | 1964     | 1965     | 1966     | 1967     | 1968     | 1969     | 1970     | 1971     |
| -------- | -------- | -------- | -------- | -------- | -------- | -------- | -------- | -------- | -------- | -------- | -------- |
| 108 645  | ↗112 121 | ↗115 786 | ↗119 564 | ↗123 354 | ↗127 068 | ↗130 687 | ↗134 194 | ↗137 503 | ↗140 520 | ↗143 175 | ↗145 437 |
| 1972     | 1973     | 1974     | 1975     | 1976     | 1977     | 1978     | 1979     | 1980     | 1981     | 1982     | 1983     |
| ↗147 323 | ↗148 889 | ↗150 219 | ↗151 383 | ↗152 390 | ↗153 244 | ↗154 010 | ↗154 763 | ↗155 554 | ↗156 435 | ↗157 401 | ↗158 383 |
| 1984     | 1985     | 1986     | 1987     | 1988     | 1989     | 1990     | 1991     | 1992     | 1993     | 1994     | 1995     |
| ↗159 281 | ↗160 030 | ↗160 591 | ↗161 014 | ↗161 424 | ↗162 001 | ↗162 865 | ↗164 073 | ↗165 568 | ↗167 206 | ↗168 786 | ↗170 158 |
| 1996     | 1997     | 1998     | 1999     | 2000     | 2001     | 2002     | 2003     | 2004     | 2005     | 2006     | 2007     |
| ↗171 276 | ↗172 191 | ↗172 979 | ↗173 758 | ↗174 614 | ↗175 567 | ↗176 592 | ↗177 677 | ↗178 794 | ↗179 928 | ↗181 073 | ↗182 240 |
| 2008     | 2009     | 2010     | 2011     | 2012     | 2013     | 2016     | 2017     | 2020     | 2021     |          |          |
| ↗183 444 | ↗184 704 | ↗186 029 | ↗187 429 | ↗188 889 | ↗190 372 | ↗195 979 | ↗196 440 | ↗198 410 | ↗200 010 |          |          |

### Демография

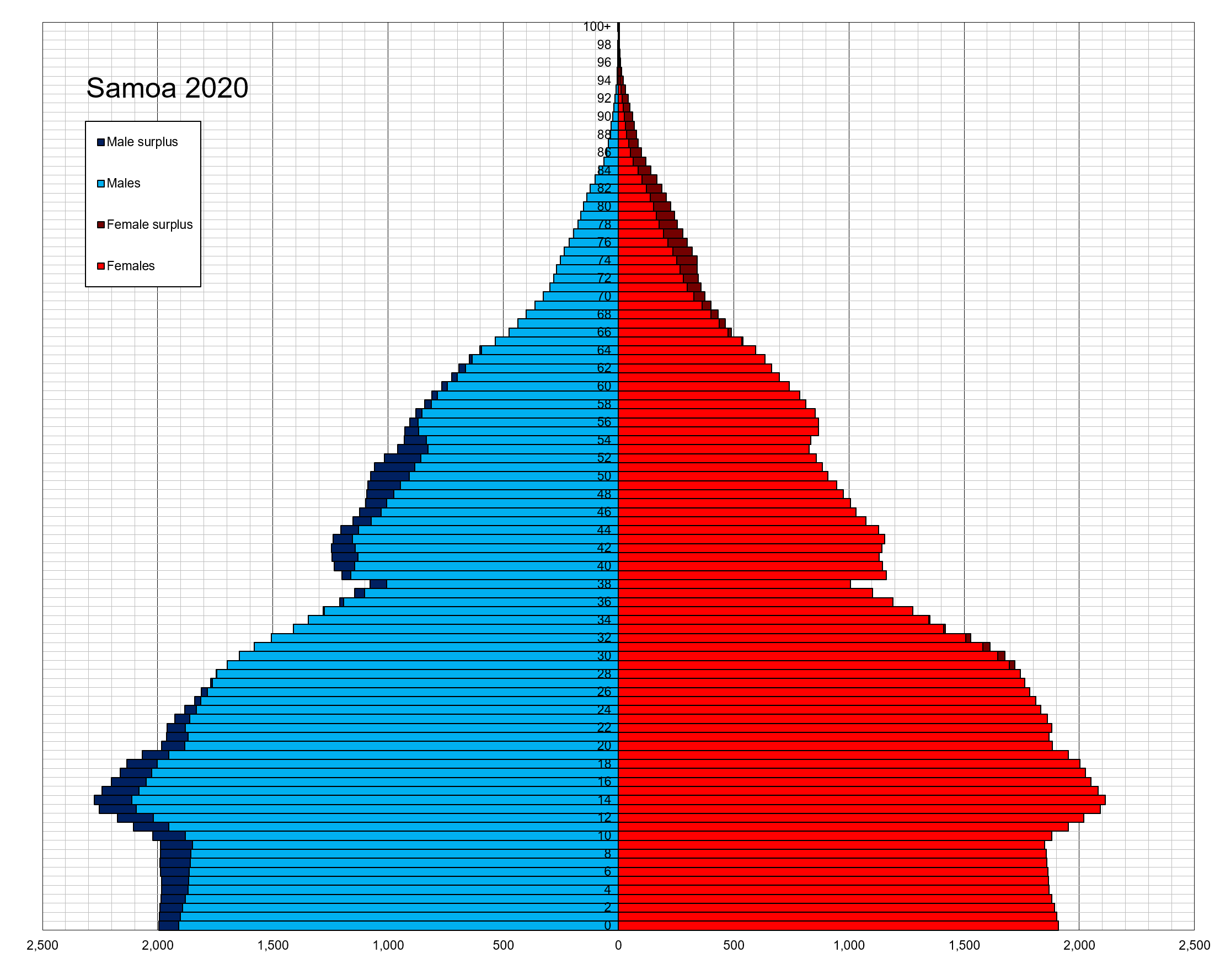
Возрастно-половая пирамида населения Самоа на 2020 год

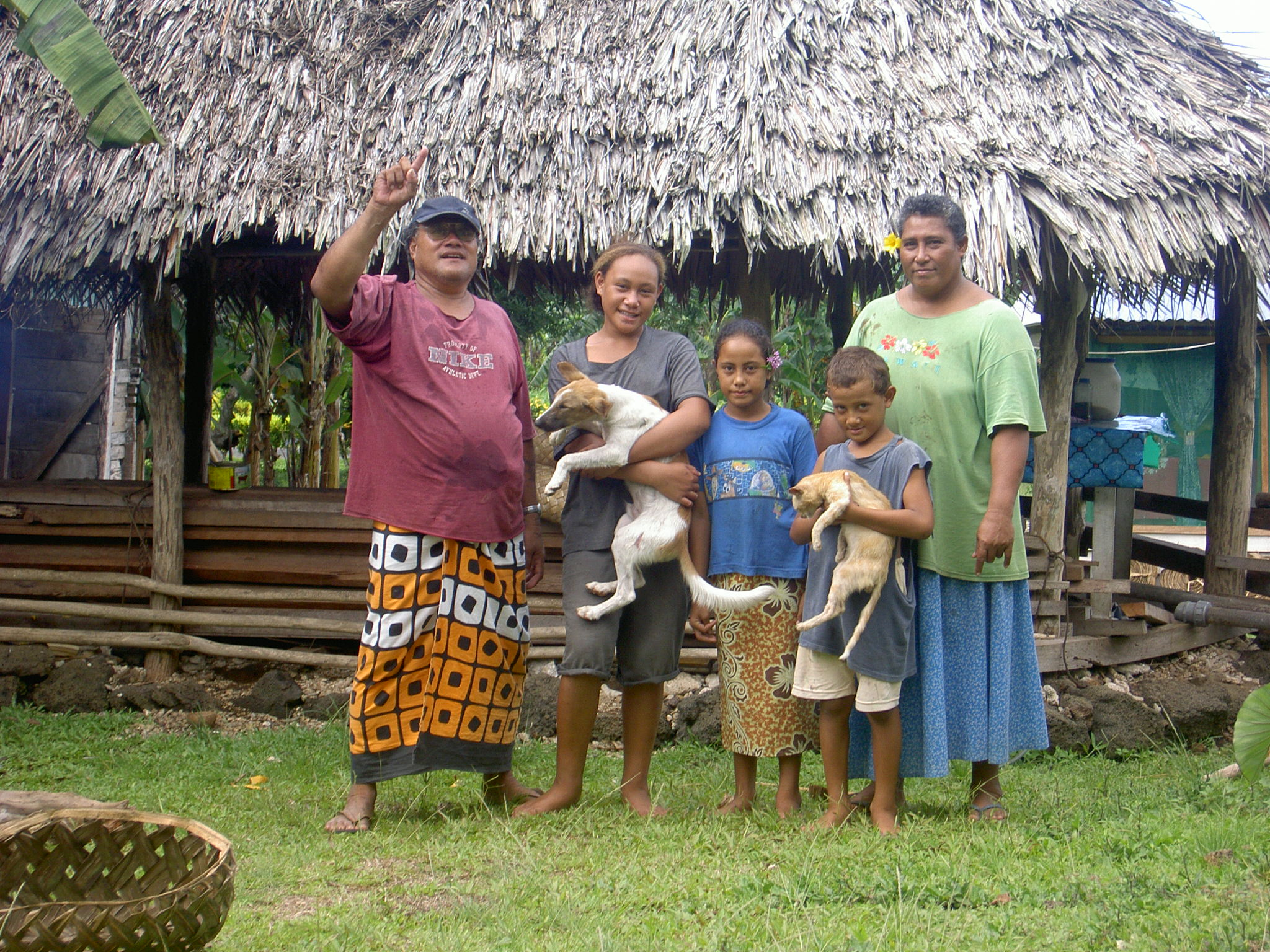
Самоанская семья

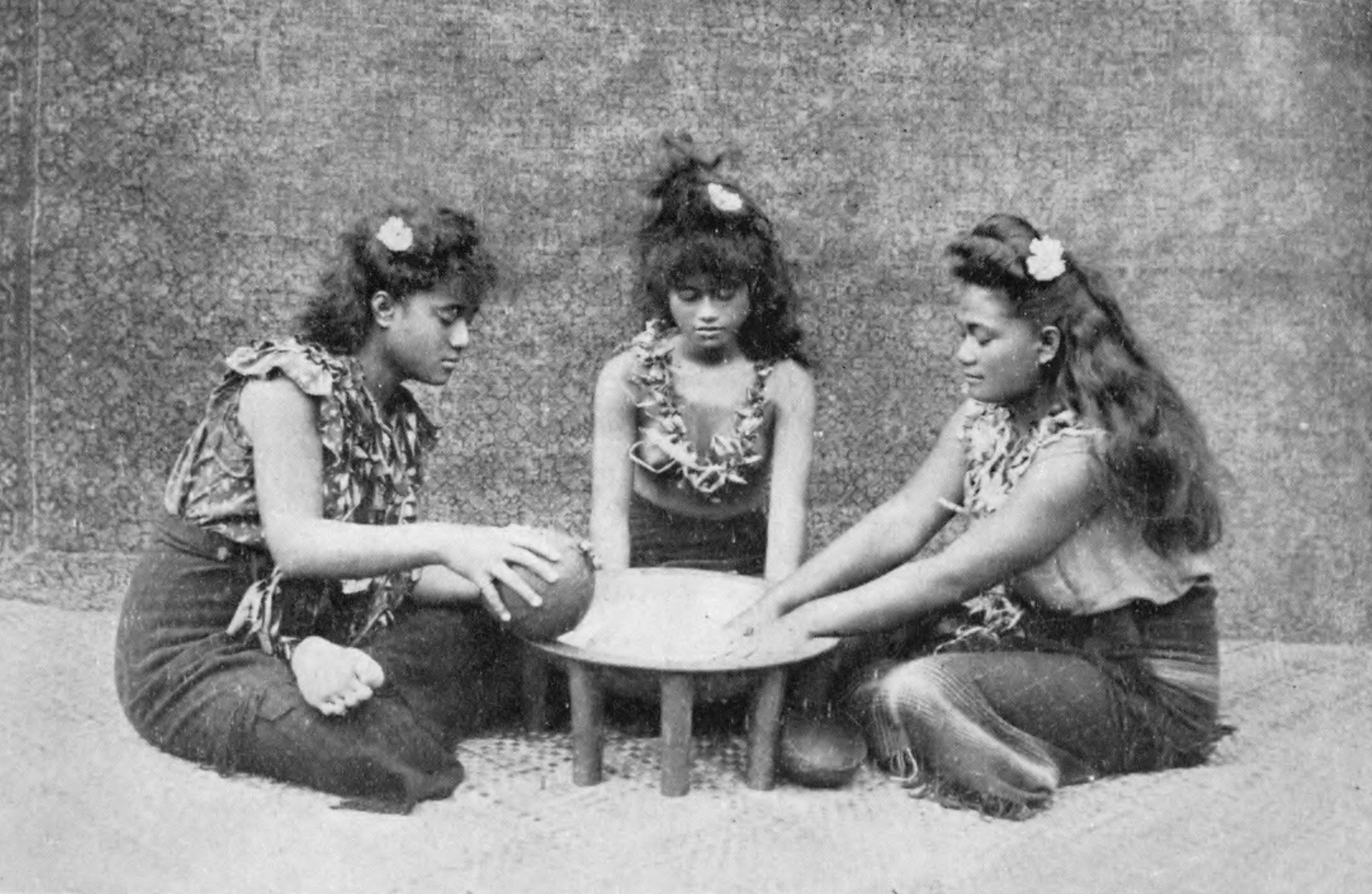
Самоанские девушки готовят каву

По данным переписи 1986 года, в стране проживало 157 тысяч человек. К 2004 году численность населения возросла до 177,7 тысяч. По оценкам на июль 2007 года, население Самоа составляло 214 265 человек. По переписи 2011 года, количество жителей Самоа составило 187 820 человек (96 990 мужского и 90 830 женского пола), из которых 96 % составляли самоанцы, 2 % — потомки от браков европейцев с полинезийцами, 1,3 % — европейцы и 0,6 % — другие. Согласно переписи 2021 года, на Самоа жило 205 557 жителей. 36 735 человек городского населения и 151 085 живут в сёлах. Более 75 % населения страны живёт на Уполу, хотя этот остров в полтора раза меньше, чем Савайи, где проживают 24 % самоанцев. На долю островов Маноно и Аполима приходится около 1 % населения. Остальные мелкие острова необитаемы. Подавляющее большинство жителей сосредоточено на побережьях; внутренние районы обоих крупных островов заселены очень слабо. Наиболее плотно заселены северо-западное побережье Уполу и район столицы — Апиа.
38,3 % населения относится к возрастной группе до 15 лет, 56,8 % — к группе от 15 до 65 лет, и 4,9 % — старше 65 лет. Рождаемость оценивается в 30,4 человек на 1000 жителей, смертность — 4,7 на 1000, эмиграция — 11,59 на 1000. Младенческая смертность составляет 15,6 на 1000 новорожденных. В последние годы сохраняется тенденция к сокращению численности населения Самоа (это объясняется тем, что молодёжь в поисках работы уезжает за рубеж — в основном, в Новую Зеландию).
Массовая эмиграция из Самоа объясняется отсталостью местной экономики. Молодые люди покидают страну в поисках работы или ради более высоких заработков, а также из-за недовольства традиционными порядками, которые, по их мнению, не соответствуют современной действительности. Основной поток миграции направляется в Новую Зеландию. Часть эмигрантов, скопив денег или окончив учёбу, возвращается на родину, другие же выписывают к себе семьи и навсегда покидают Самоа.

### Религия

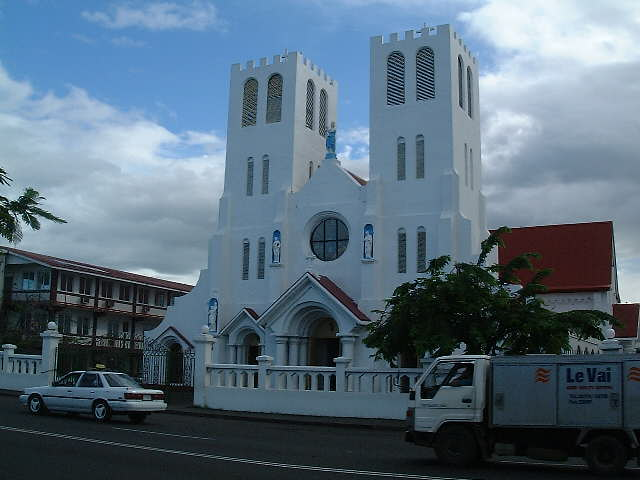
Католическая церковь в Апиа.

#### Христианство
92 % самоанцев исповедуют христианство. Доля конгрегационалистов — 31,8 %, католиков — 19,4 %, методистов — 13,7 %, последователей Церкви святых последних дней — 15,1 %, последователей Ассамблеи Бога — 8,0 %, адвентистов седьмого дня — 3,9 %, других религии — 7,9 %, не указавших — 0,2 %.

#### Бахаизм
Глава государства до 2007 года Малиетоа Танумафили II был приверженцем религии бахаи. В Самоа располагается один из семи Домов Поклонения религии Бахаи, основанный в 1984. Он располагается в Тиапапате в 8 км от Апиа.

#### Ислам
Начало истории ислама в Западном Самоа приходится на 1985 год, когда несколько мусульманских рабочих оказались в стране, работая по правительственному контракту или по одной из программ ООН, однако их число представляется незначительным и они не оказали никакого влияния на местное население.

### Языки
Официальные языки страны — самоанский и английский. Самоанский язык относится к полинезийским языкам, входящим в океанийскую зону австронезийской языковой семьи. Он близок таким языкам, как например тонганский, гавайский и маори. По своему строю — аналитический язык.
Самоанская письменность построена на основе латиницы. Она была создана миссионерами ещё в 1834 году. На самоанском языке издаются главным образом учебники, религиозная литература, а также законы и распоряжения властей. В стране публикуется правительственный информационный бюллетень на самоанском языке, выходят два частных еженедельника со статьями на английском и самоанском. Оба эти языка используют в своих передачах местные радио и телевидение.

### Города

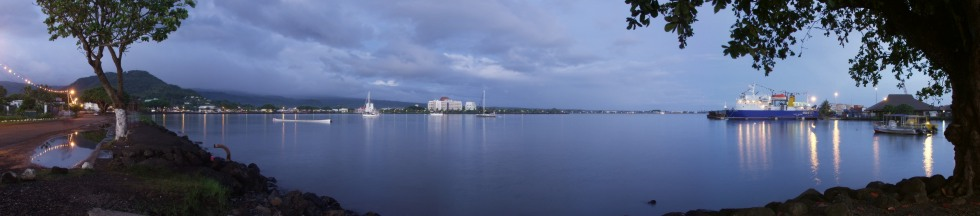
Столица Независимого Государства Самоа — Апиа

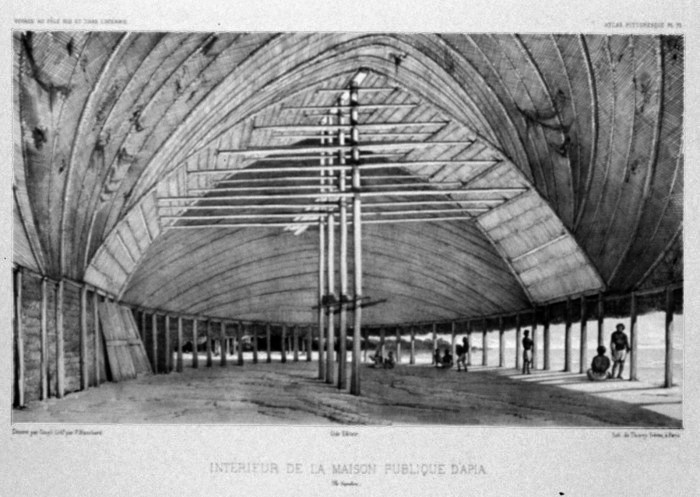
Самоанский традиционный дом в 1842 г.

Единственным городом и основным портом Самоа является столица — город Апиа, расположенный на северном побережье Уполу. Его население — 33 тыс. жителей. Город имеет форму разогнутой подковы на берегу бухты, отделённой от открытого моря грядой коралловых рифов. Через проход в этой гряде в бухту заходят океанские суда. В Апиа имеются больница, библиотека, обсерватория, кинотеатр, три гостиницы, несколько мелких предприятий; здесь расположены правительственные учреждения, а также конторы иностранных компаний, действующих в Самоа. Центр Апиа застроен одноэтажными и двухэтажными домами, над которыми возвышаются колокольни многочисленных церквей. Ближе к окраинам постройки европейской архитектуры сменяются традиционными и полутрадиционными жилищами. Город расположен на расстоянии 4500 км к северо-востоку от Канберры (Австралия), 4235 км — к юго-западу Гавайев и 2500 км — к северо-востоку от Окленда (Новая Зеландия).

## Экономика

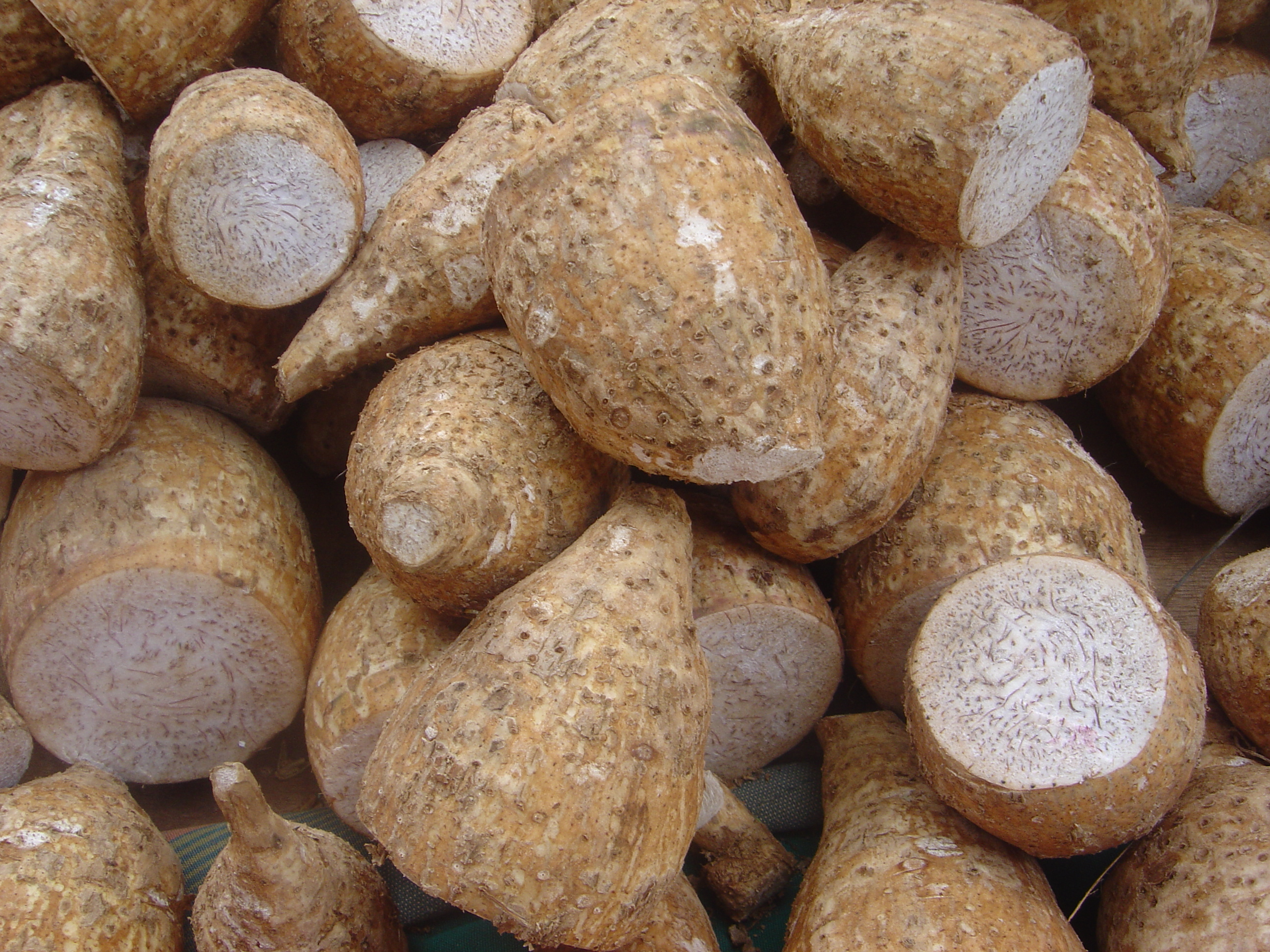
Таро, сельскохозяйственные корнеплоды, традиционно были главной экспортной статьёй Самоа, составляя в 1993 году более 50 % экспорта. Тем не менее, из-за уничтожения полей в результате грибковой болезни, с 1994 года таро составляет менее 1 % от объёма экспорта

Преимущества самоанской экономики включают рост лёгкой промышленности, что привлекает иностранные фирмы — в основном, японские. Быстрый рост благодаря улучшенной инфраструктуре для туризма и начала действия офшоров в сфере услуг. Сельское хозяйство в тропических условиях позволяет экспортировать, в основном, таро, кокосовое масло и молоко, какао и копру.
Слабые стороны — зависимость от циклонов; нестабильность международных рынков копры и какао отрицательно влияет на самоанскую экономику; в стране плохая транспортная система; имеется зависимость от иностранной помощи и переводов граждан, живущих за рубежом.
Экономика Самоа традиционно зависит от гуманитарной помощи, частных переводов из зарубежных стран и экспорта продуктов сельского хозяйства. В сельском хозяйстве задействованы две трети рабочей силы страны; эта отрасль производит 90 % экспорта страны, включая кокосовый крем, кокосовое масло, нони (сок плода нони), бананы, копру и др.
Валовой внутренний продукт (ВВП) (по паритету покупательной способности) страны в 2006 году составил $1,218 млрд долларов США. По данным 2004 года, производственный сектор — главный компонент ВВП (58,4 %), далее следуют сектор услуг (30,2 %), сельское хозяйство (11,4 %). Работоспособное население Самоа оценивается в 90 000 человек.

### Промышленность и энергетика
В 1967 году крупная американская компания построила лесопромышленный комплекс на острове Савайи и приступила к заготовкам ценных пород древесины, однако её хищнические действия вызвали недовольство правительства Самоа. В 1977 году оно расторгло соглашение с этой компанией, приобрело всю собственность компании и взяло лесозаготовки под свой контроль. Бо́льшая часть производимых лесоматериалов идёт на экспорт.
Помимо лесопромышленного комплекса, промышленность страны состоит из нескольких небольших предприятий. Это мыловаренный и пивоваренный заводы, швейная фабрика, фабрика по производству мебели, кокосового масла, печенья, мороженого и кока-колы. Власти поощряют развитие народных художественных промыслов. Экспортом изделий народных мастеров занимается специальная правительственная организация.
35 % необходимой электроэнергии вырабатывается гидроэлектростанциями; остальные потребности в электроэнергии удовлетворяются за счёт импортируемого органического топлива.

### Туризм

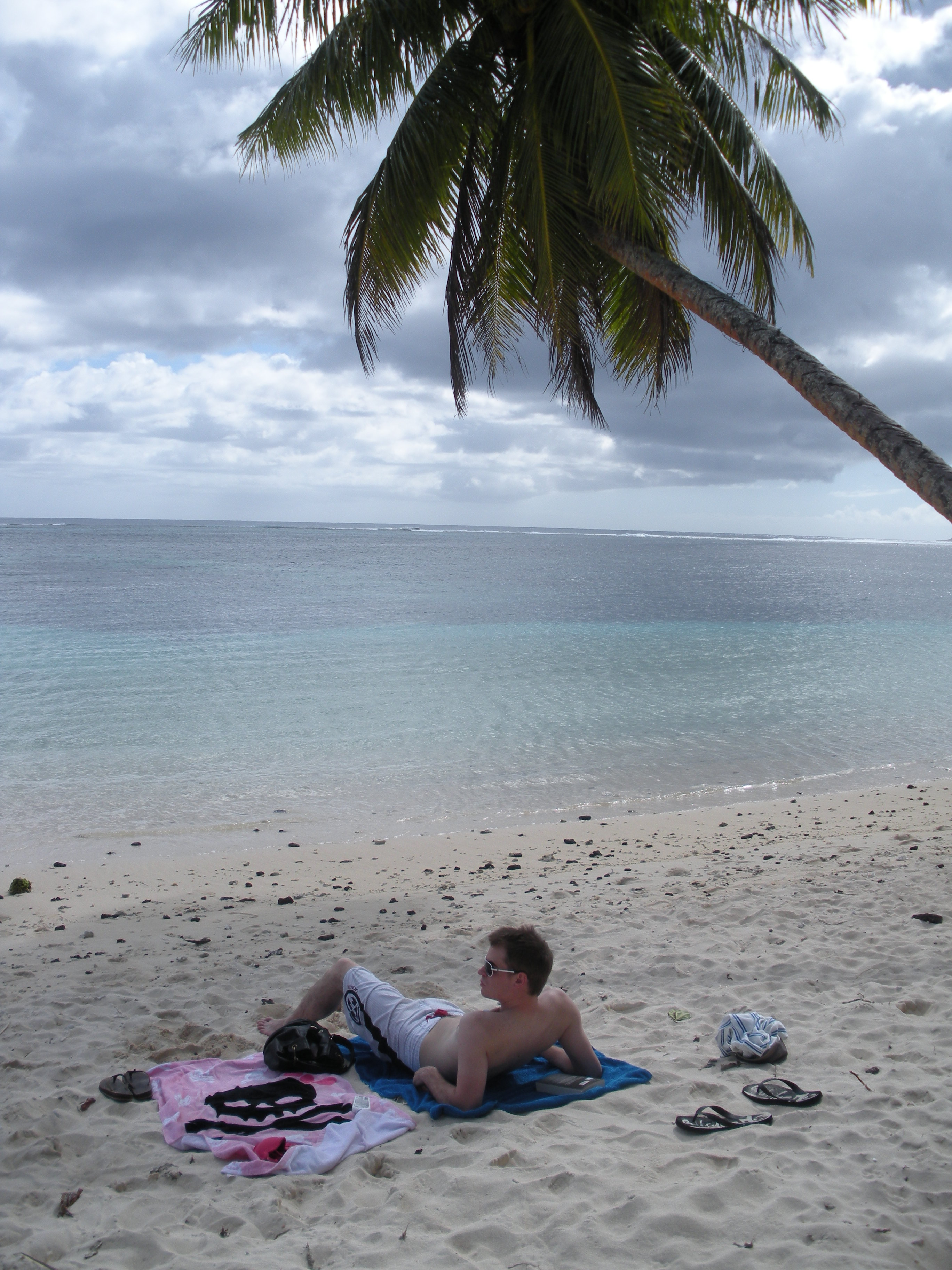
Турист на Уполу

Туризм — развивающийся сектор, который по данным 2008 года составлял 25 % ВВП страны. Количество туристов увеличилось с 70 000 в 1996 году до 100 000 человек в 2005. Правительство Самоа объявило о снижении роли государства в регулировании финансового сектора и поощрении инвестиций. Обозреватели отмечают, что гибкость рынка труда — основа для возможностей экономического роста. Развитию туристического сектора чрезвычайно способствовали вложение инвестиций в строительство гостиничной инфраструктуры, политическая нестабильность в соседних странах и договорённость правительства с компанией Virgin Airlines о запуске регулярных пассажирских авиаперелётов.
Среди основных объектов, посещаемых туристами:
- Апиа — среди достопримечательностей столицы Самоа посвящённая жертвам Второй мировой войны мемориальная башня, блошиный рынок и множество церквей;
- музей Роберта Льюиса Стивенсона — дом писателя, расположенный в четырёх километрах от Апиа;
- южный берег Уполу — пляжи Самоа: Матарева, Саламума и Аганоа, коралловые рифы Алеипата;
- скала Папасеа — пятиметровый спуск с водопада в небольшое лесное озеро;
- Савайи — заповедники Тафуа и Фалеалупо, водопады Олемое, гейзеры Тага[80].

### Сельское хозяйство и рыболовство
Самоа — аграрная страна, и 77 % её населения проживает в сельской местности. Благоприятные климатические условия позволяют выращивать большое количество тропических и субтропических плодов. В период немецкой колонизации страна производила в основном копру. Немецкие торговцы и поселенцы активно расширяли плантации и внедряли новые культуры, в частности какао и каучук, завозя для ухода за ними работников из Китая и Меланезии. Когда цены на натуральный каучук в конце Второй мировой войны резко упали, правительство Новой Зеландии начало поощрять выращивание бананов для удовлетворения собственного рынка.
Сегодня основные товары Самоа — копра, какао и бананы. Экспорт продукции сельского хозяйства в 2001 году оценивался в 5,1 млн долларов США. Производимое какао — высокого качества, используется в новозеландском производстве шоколада. Несмотря на хорошие условия для выращивания кофе, стабильное производство не налажено. Каучук производится в стране многие годы, но его экспорт оказывает незначительное влияние на экономику страны.
Самоа располагает также большими рыбными богатствами, однако лов рыбы носит преимущественно потребительский характер и ведётся, как правило, с традиционных двухкорпусных лодок — катамаранов. Из-за отсутствия морских рыболовных судов, современного морозильного оборудования и рыбоконсервных предприятий страна не только не может экспортировать рыбу, но даже вынуждена ввозить рыбопродукты из-за рубежа, поэтому правительство считает одной из неотложных задач создание собственной рыболовной индустрии.

### Транспорт и коммуникации
В стране 2100 км дорог, в основном сельских. Действует паромное сообщение между островами Уполу и Савайи, а также с Паго-Паго (Американское Самоа). Международный аэропорт в Фалеоло (34 км от Апиа) может принимать воздушные суда вплоть до тяжёлых Боинг 747. Обеспеченность сотовыми телефонами — 130 шт. на тысячу населения (2003—2004).

### Валюта
Валютой Самоа является тала, которая состоит из 100 сене («тала» и «сене» — эквиваленты слов «доллар» и «цент»). Тала была введена в обращение в 1967 году и сменила самоанский фунт по курсу 2 тала = 1 фунт (приравнена к новозеландскому доллару). Курс талы оставался равным курсу новозеландского доллара до 1975 года. Для обозначения валюты обычно используется символ WS$, также употребляются символы SAT, ST и T.

### Внешнеэкономические связи
Основными статьями экспорта традиционно являются рыба, одежда, кокосовое масло, кокосовый крем, пиво и копра. Основные статьи импорта — велосипеды, оборудование, строительные материалы и товары для потребления. Основные торговые партнёры — экспорт: Австралия (63 %), США, импорт: Новая Зеландия, Фиджи, Австралия, США и Япония.
Входит в международную организацию Стран Африки, Карибского бассейна и Тихоокеанского региона (ACP).

## Культура

### Образ жизни

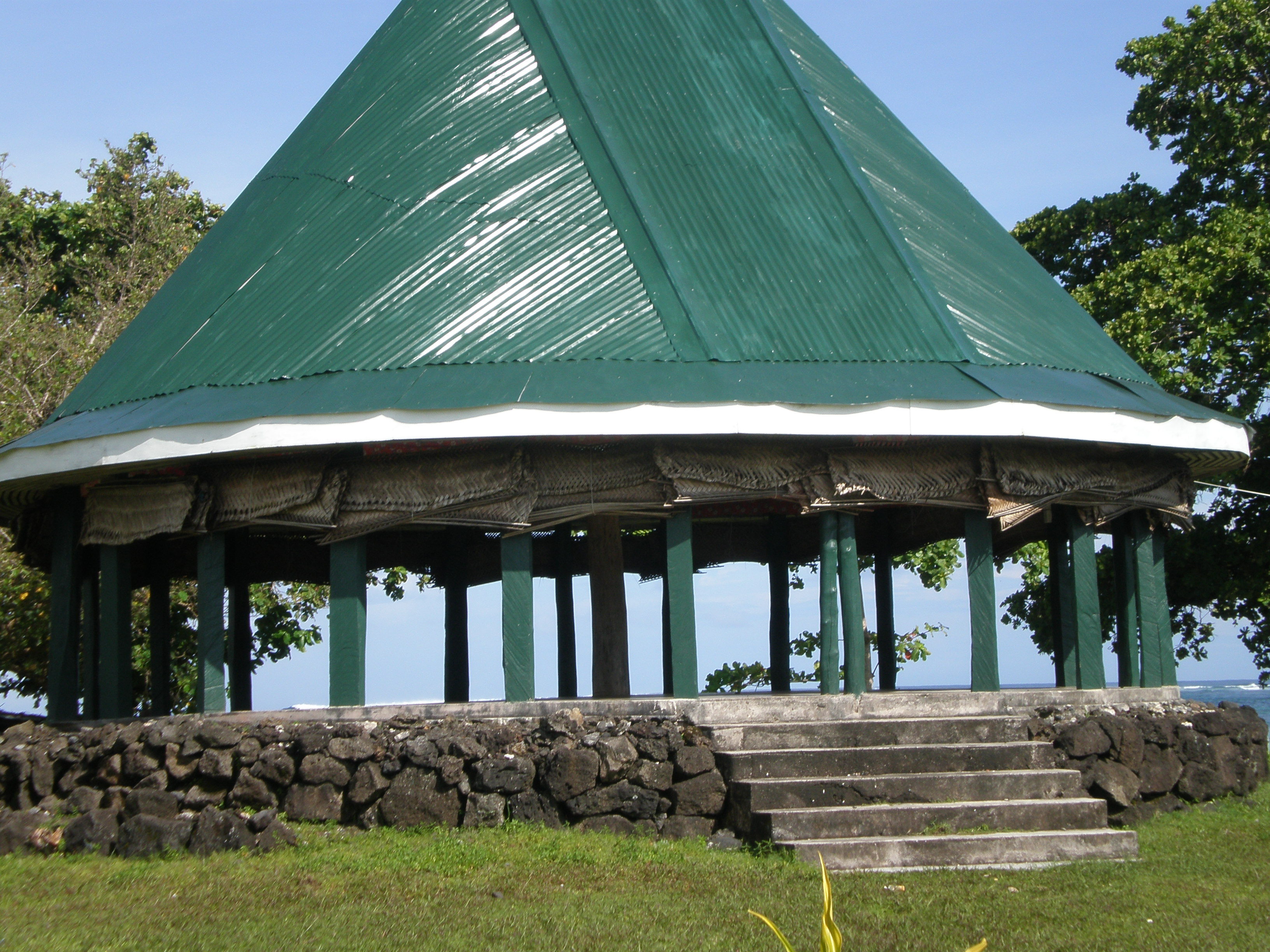
Традиционный общинный дом на Савайи

Традиционный самоанский образ жизни (называемый фаа Самоа) остаётся важной составляющей самоанского общества и политики. Подвергаясь на протяжении столетий европейскому влиянию, самоанцы тем не менее поддерживали свои исторические традиции, сохранили социальное и политическое устройство и язык.
Самоанская культура основывается на принципе валеалоаи — специфической системе отношений между людьми, основанными на уважении (фаа алоало). Когда миссионерами на Самоа было принесено христианство, бо́льшая часть населения приняло его и в настоящее время 98 % населения относит себя христианам. Оставшиеся 2 % либо считают себя атеистами, либо принадлежат к другим конфессиям.
Большинство самоанцев живёт в традиционных овальных хижинах — фале. Крыша из листьев пандануса или кокосовой пальмы располагается на деревянных столбах. Стены отсутствуют, но ночью и при плохой погоде проёмы между столбами завешивают циновками, которые в скатанном виде хранятся под крышей (по её периметру). Пол выкладывается ровной крупной галькой. Теперь встречаются фале и с железной крышей.
Основной социально-экономической ячейкой общества Самоа является община (аинга), которая состоит из трёх-четырёх поколений ближайших родственников по мужской линии, женщин, пришедших в общину по браку, и лиц, включённых в неё в результате усыновления или удочерения. Члены аинги (в среднем, 40-50 человек) сообща владеют землёй и совместно выполняют все трудоёмкие работы.

### Искусство

#### Татуировки

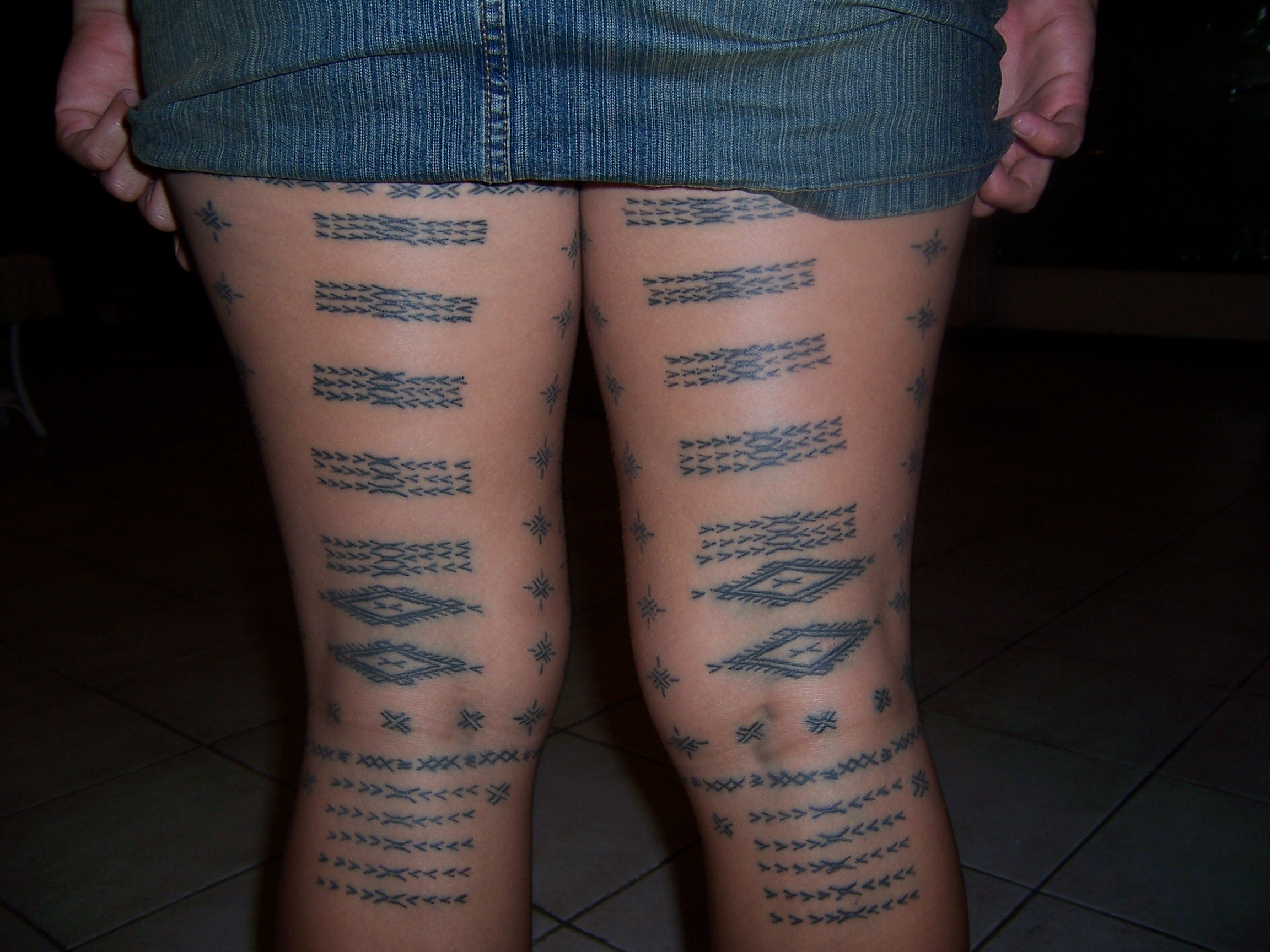
Самоанская женщина с традиционной малу.

Как и на многих других полинезийских островах, самоанцы имеют два типа татуировок для разных полов. Татуировки для мужчин называются татау и состоят из сложных геометрических рисунков, размещённых от коленей до рёбер. Мужчину с такой татуировкой называют согаимити. Самоанским девушкам (теине) делают малу, располагаемые от места чуть ниже коленей до верха бёдер.

#### Музыка и танцы
Среди композиторов (фатупесе), авторов традиционных самоанских песен (песе), известны Толиафоа Талимуту, Песета Гатолоаи Сио, Малифа Фалетоэсе Лемалу, Анапу Лавеа Тэо, Калапу Луафатасага Калапу, Маиава Поуоно Ханкин, Комиси Фараимо.
Традиционный женский самоанский танец называется сива. Этот танец схож с гавайской хулой — танцовщицы плавными движениями рук и ног в такт музыке «рассказывают» свою «историю». Мужские самоанские танцы более агрессивны и энергичны. Саса — мужской самоанский танец, в котором ряды танцоров совершают быстрые синхронные движения под удары барабанов или свёрнутых циновок. Его название с самоанского языка переводится как «шлепок», потому что он сопровождается шлепками по разным частям тела.

### Музеи

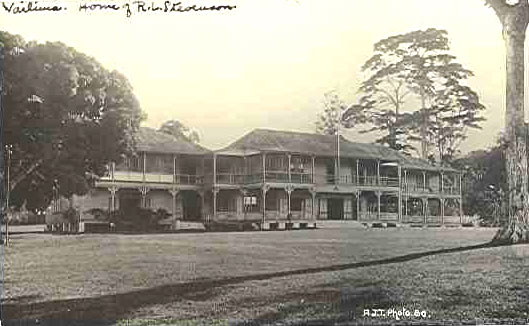
Дом-музей Роберта Льюиса Стивенсона

Музей Роберта Льюиса Стивенсона (Ваилима, 4 км от Апиа) — дом, в котором Стивенсон провёл последние годы своей жизни (1890—1894). Рядом располагается могила писателя. Дом писателя и вся усадьба объявлены заповедником. Здесь размещается официальная резиденция главы государства.
В национальном музее (Апиа) в трёх залах хранятся разнообразные экспонаты, рассказывающие об истории страны. Часть экспонатов хранится в музеях и частных коллекциях Новой Зеландии, США, Австралии и Германии. Например, тапа — традиционные набивные ткани, изготовленные из высушенной на солнце растительной пасты и потому очень хрупкие, — выставлены в Национальном музее Австралии в Канберре. Все иностранные музеи и галереи обязались вернуть экспонаты после создания соответствующих условий для их хранения. Все экспонаты музея можно разделить на две категории: археологические артефакты и предметы ремесленного производства. Возраст наиболее древних предметов — более 1000 лет до нашей эры; это главным образом каменные топоры и резцы.

### Праздники
| Дата                       | Название                | Английское название      |
| -------------------------- | ----------------------- | ------------------------ |
| 1 января                   | Новый год               | New Year’s Day           |
| 2 января                   | Второй день Нового года | Day after New Year’s Day |
| 25 апреля                  | АНЗАК                   | ANZAC Day                |
| 10 мая                     | День матери Самоа       | Mothers of Samoa Day     |
| 1 июня                     | День независимости      | Independence Day         |
| первый понедельник августа | День труда              | Labour Day               |
| начало октября             | Лоту-а-Тамаити          | Lotu-a-Tamaiti           |
| начало ноября              | День древонасаждения    | Arbor Day                |
| 25 декабря                 | Рождество               | Christmas Day            |
| 26 декабря                 | День подарков           | Boxing Day               |

### Кандидаты на включение в списоквсемирного наследия ЮНЕСКО
28 августа 2001 года Самоа ратифицировало Конвенцию об охране всемирного культурного и природного наследия. Правительством Федеративных Штатов Микронезии в качестве кандидатов на занесение в список всемирного наследия было предложено 2 объекта:
| Изображение | Название | Год внесения в список | Время создания | Местоположение                 | №    | Критерии  |
| ----------- | --- | --------------------- | -------------- | ------------------------------ | ---- | --------- |
|             | Природоохранная зона «Фагалоа-Бэй и Уафато-Тиавеа» (англ. Fagaloa Bay - Uafato Tiavea Conservation Zone)      | 2006                  | —              | Остров: Яп Округ: Ваа-о-Фоноти | 5090 | v, vii, x |
|             | Культурный ландшафт островов Маноно, Аполима и Нуулопа (англ. Manono, Apolima and Nuulopa Cultural Landscape) | 2006                  | —              | Округ: Аига-и-ле-Таи           | 5091 | iii, v    |

## Социальная сфера

### Образование
Затраты на образование в 2002—2004 годах составили 4,3 % ВВП Самоа. Государство характеризуется высокой грамотностью населения — 98,6 % (2005). Доля неграмотного населения в возрасте от 15 до 24 лет — 0,5 %. Это объясняется тем, что в стране действует широкая сеть начальных государственных и частных церковных школ, в которых обучается 3/4 детей в возрасте 7—12 лет. Обязательное образование включает десятилетние школы, в которые принимают детей в возрасте пяти лет. Преподавание ведётся на самоанском языке, но при этом усиленно изучается английский язык. Школы были созданы ещё в начале XX века миссионерами.
Часть детей (66 % — 2004 г.) обучается в школах второй ступени, а также может получить специальное образование в Колледже тропического сельского хозяйства, Колледже торговли, а также нескольких ремесленных и торговых училищах. Сотни самоанцев получили высшее образование за рубежом, в основном в Новой Зеландии.
Высшее образование в стране представлено Национальным университетом Самоа, Южнотихоокеанским университетом, Самоанским политехническим университетом и Океаническим медицинским университетом.
Самоа является одним из учредителей Южнотихоокеанского университета, главный корпус которого расположен в Суве (Фиджи), а самоанский — в Алафуа. Национальный университет был основан в 1984 году. Высшее образование получают примерно 10 % (2005) населения соответствующего возраста.

### Здравоохранение
Институты здравоохранения представлены национальным госпиталем в Апиа, четырьмя окружными госпиталями и медицинскими центрами. Большая часть медицинского персонала имеет высшее образование Школы медицины Фиджи. Охват населения прививками составляет 95 %, доступ к чистой питьевой воде имеют 85 % самоанцев.

## СМИ
Выпускаются периодические издания на самоанском и английском языках: газеты Samoa Observer и Samoa Times (ежедневные), Savali (4 раза в неделю) и ежемесячный журнал Talamua Magazine. Ведётся радио- и телевещание Samoa Broadcasting Corporation и других.
Количество радиоприёмников у населения — более 175 тыс. (1997), телевизоров — 8,5 тыс. (1999). На архипелаге свои услуги предоставляют 2 провайдера для 10 тыс. пользователей интернета (2007).

## Спорт

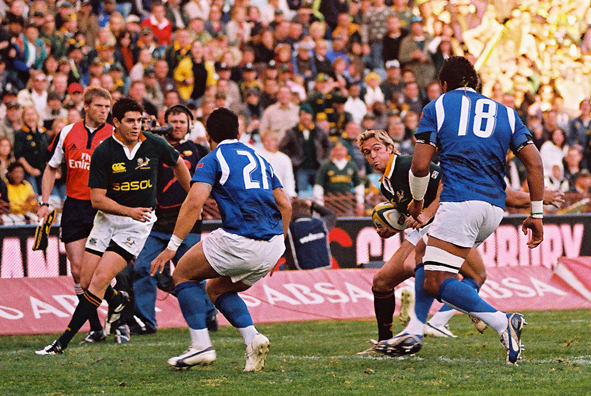
Самоа (в синем) — Южная Африка на Кубке Мира по регби-2007.

Наиболее популярные виды спорта в Самоа — регби и самоанский крикет.

### Регби
Управление регби осуществляет Самоанский союз регби, который входит в Альянс регби тихоокеанских островов, а также содействует в работе сборной команды тихоокеанских островов. На клубном уровне проводится местный национальный чемпионат и Кубок Тихого океана. Национальная сборная Самоа по регби, названная болельщиками Ману Самоа, постоянно выступает против соперников из других стран. Самоа участвует во всех чемпионатах мира по регби с 1991 года. В 1991 и 1995 годах сборная вышла в четвертьфинал, в 1999 — во второй раунд.
В 2000 году местная сборная по регбилиг достигла четвертьфинала чемпионата мира в Великобритании. Самоанцы выиграли кубок по регби-лиг в Веллингтоне и турнир по регби-7 в Гонконге в 2007 году — в честь этой победы премьер-министр Самоа Туилаэпа Саилеле Малиелегаои, являющийся также председателем национального союза регби, объявил национальный выходной. Самоа также участвует в Кубке тихоокеанских наций. Сборная Самоа по регби-7 в 1997 и 2009 годах становилась бронзовым призёром чемпионата мира, а в сезоне 2009/2010 выиграла сенсационно Мировую серию, важнейший ежегодный турнир по регби-7.
Наиболее известными самоанскими игроками в прошлом являются Пэт Лэм и Брайан Лима, в настоящее время: Сеилала Мапусуа, Алесана Туилаги и Микаэле Песамино. Многие самоанцы также выступают за национальную сборную Новой Зеландии, в клубах британской Суперлиги и Национальных лигах Британии.

### Единоборства
Самоанцы также добивались успеха в американском профессиональном реслинге, боксе, кикбоксинге и сумо, где Мусасимару Коё достиг звания ёкодзуна. В профессиональном реслинге существует огромная самоанская династия, которую представляют рестлеры такие как, Ёкодзуна, Рокки Джонсон, Дуэйн Джонсон, Роман Рейнс, Рикиши, Самоа Джо и другие.

### Футбол
Федерация футбола Самоа является членом ФИФА с 1986 года, но сборная страны дебютировала на Кубке наций ОФК только в 2012 году, проиграв все три матча (история повторилась в 2016 году).

### На Олимпийских играх
Страна выступает на всех летних Олимпийских играх с 1984 года. Олимпийских наград у Самоа нет. Уроженец Апиа боксёр Дэвид Туа, выступая за сборную Новой Зеландии, завоевал бронзовую олимпийскую медаль на олимпиаде в Барселоне 1992. В том же году за олимпийскую сборную Самоа по тяжёлой атлетике выступал Маркус Стивен, который в декабре 2007 года стал президентом Науру.